# Markológép

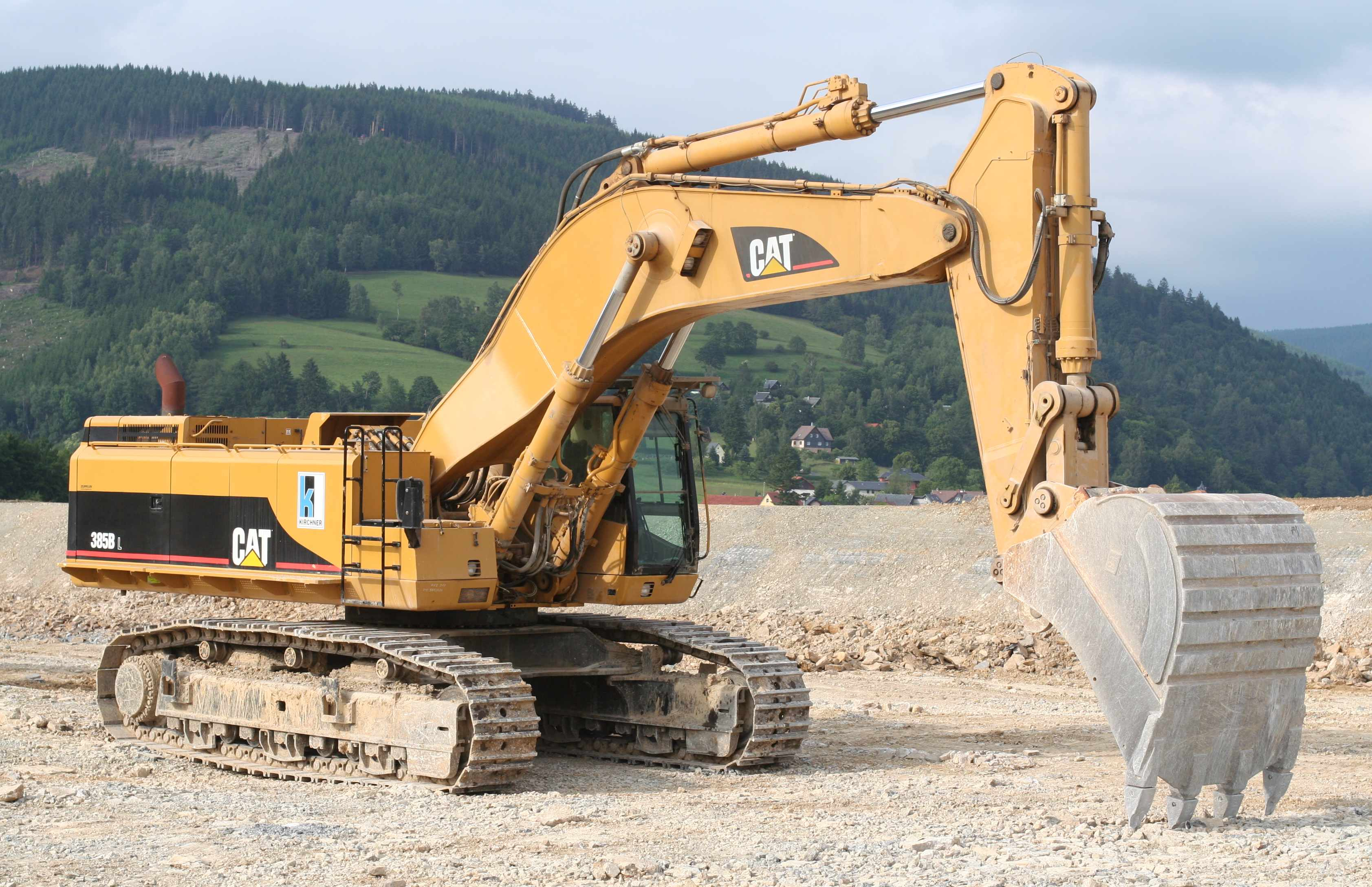
Hagyományos, elterjedt hidraulikus markoló, ami szerkezetileg egy mai alapkotrónak felel meg (Caterpillar)

A markológép vagy kotrógép, más néven exkavátor, de mobilitása miatt mobilkotrónak is nevezett gép alapvetően föld és talaj ásására, kotrására, illetve rakodására való földmunkagép, de ezen kívül számos más munka elvégzésére is alkalmassá tehető. Ennek oka a munkagép szerkezetének praktikusan és könnyen változtatható módjában lelhető fel: a gépekre a markolókanálon kívül sokféle más eszköz is felszerelhető, maga a felépítése pedig sok egyéb munkafeladat elvégzésére alkalmas szerkezet hordozására és működtetésére teszi alkalmassá. Mindezekért a markológépek (vagy legalábbis azok alapgépei) talán a legsokoldalúbban használható, legtöbbféle változatban és méretben megjelenő munkagépek.

## Felépítése és működése
A markológépek leggyakrabban önjáró gépek, lánctalpas vagy gumikerekes alvázon közlekednek. Maga a markológép alapvetően a hajtómotort tartalmazó motortérből, a kezelőfülkéből, a fordítóműből és a markológép mozgó karjából, a gémből áll, aminek végén a markolókanál található. A fordítómű pedig egy forgózsámolyhoz kapcsolódik, ami a gépet hordozó alvázon foglal helyet, ezért az ilyen gépeket forgókotrónak is hívják. A hidraulikus markolók a dízelmotor mellett hidraulikus szivattyúval is rendelkeznek, ami a hidraulikák működtetéséhez szükséges szűrt, hűtött olajat biztosítja. Modernebb gépek elektromos hajtással is rendelkeznek.

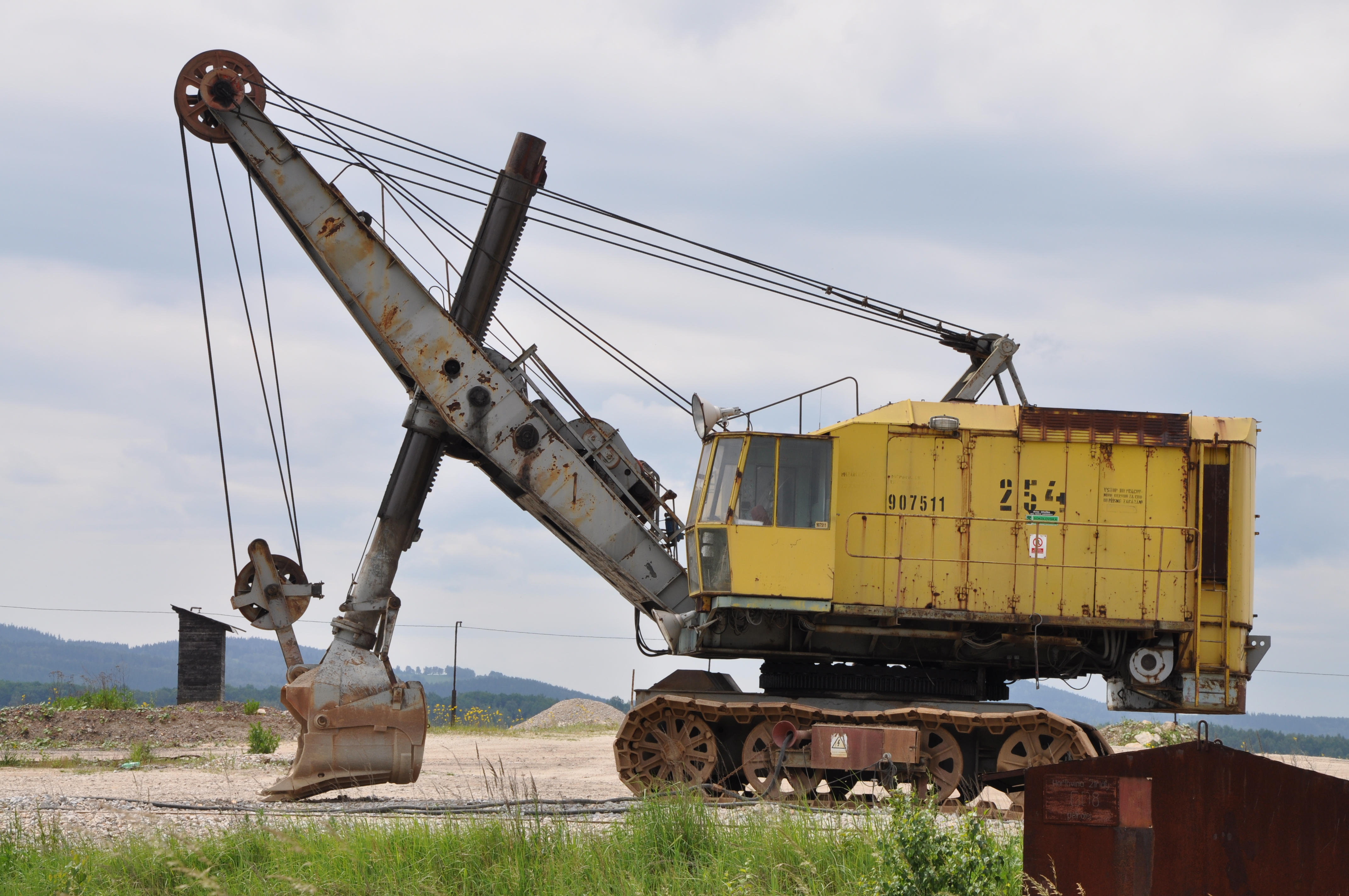
Mechanikus hegybontó kotró

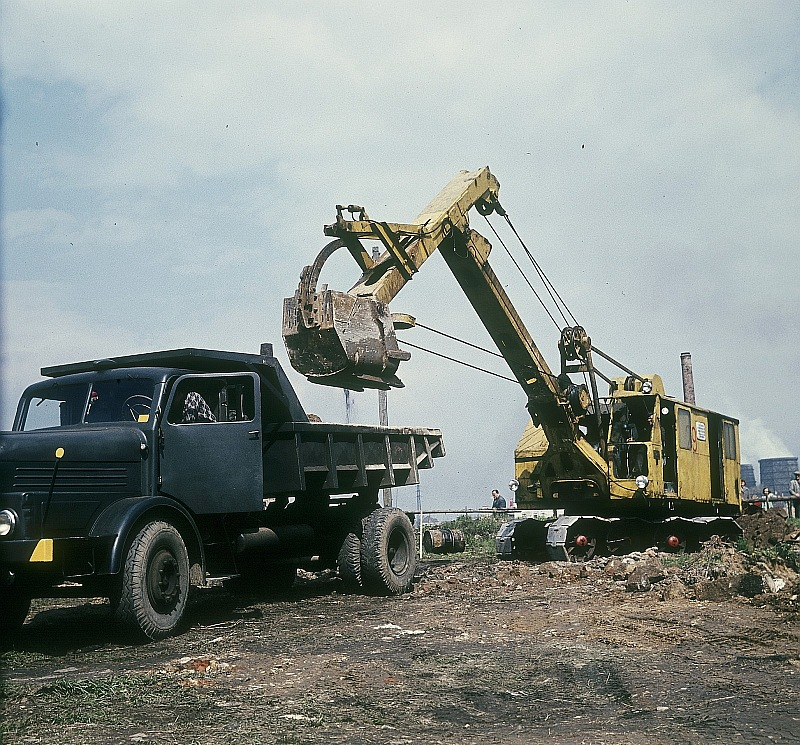
Mechanikus mélyásó kotró teherautóba ürít

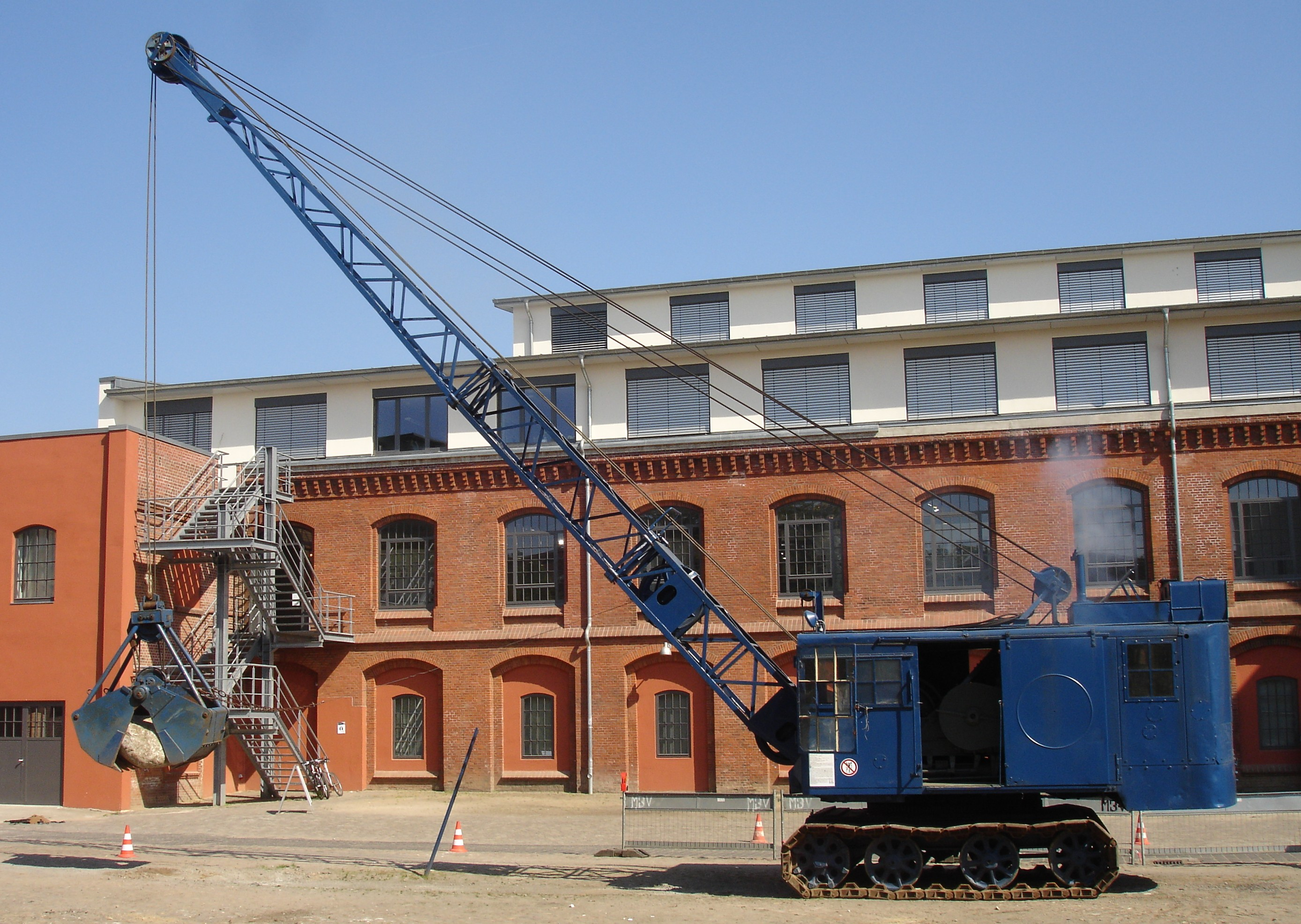
Markolókotró

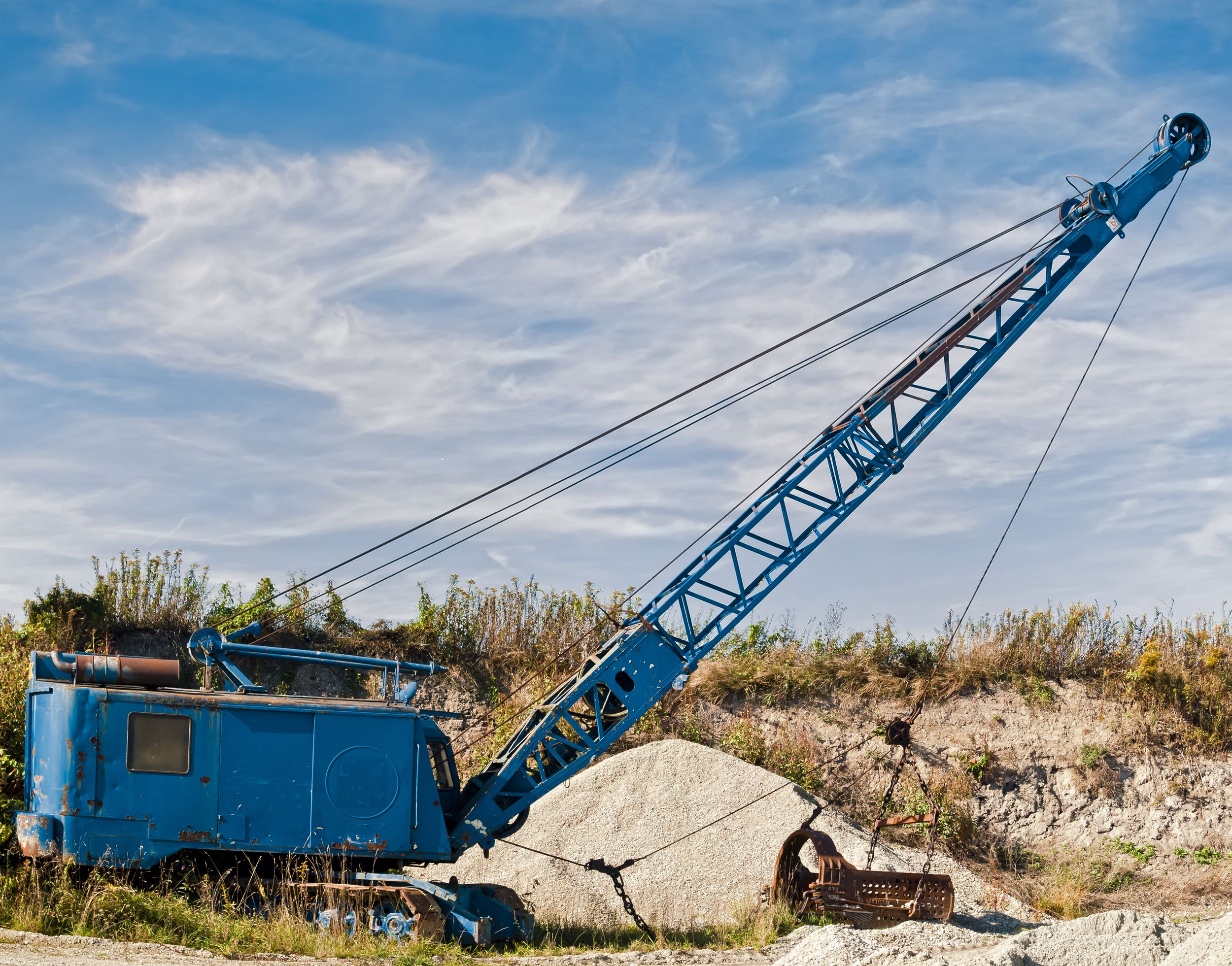
Vonóvedres kotró

### Mechanikus kotrók
A markológépek a 19. század végén jelentek meg, kezdetben gőzhajtással, így a markológép is az egyik első földmunkagépek közé tartozik. Többek közt a Panama-csatorna építésénél is ilyen gépeket használtak. A gőzt aztán dízelmotor váltotta fel. Az első markológépek mechanikus rendszerűek voltak, ez azt jelentette, hogy a motor lánc- és kötéláttételek segítségével mozgatta a markoló karjának különböző mozgó részeit: a gémet, a kanálszárat és a kanalat, bár szokássá vált az egész kart gémnek nevezni.
 
A markológépeknek négy alaptípusa volt:
- Hegybontó kotró – kifelé álló kotrókanalas gép, ami főleg állószintnél magasabb helyről, például hegyoldalból termel ki földet, ezért ez egy jellemzően bányászati munkagép.
- Mélyásó kotró – befelé álló kotrókanalas gép, ami állószintnél mélyebb helyről, ásva termel ki földet, például csatornaépítésnél.
- Markolókotró – kétkanalas markolófejjel dolgozó gép, amely fej két egymással szemben lévő szétnyíló és összezáródó markolókanállal markol. A markolófejet mozgató kötélzetet csörlőkre csévélik fel. Ez a gép mély ásásra, de magasabban történő rakodásra is alkalmas. Polipmarkolóval és ejtőkörtével is fel szokták szerelni, ez utóbbi épületbontásra való (lásd lentebb). A markolókotró horoggal önjáródaruként is használható.
- Vonóvedres kotró – vonóvederrel vagy nyesőládával dolgozó gép, amelyet a gép magától messzebbre eldob, majd visszahúzva az húzás közben nyesi le a talajt, s termeli azt ki. Némileg a járószint alatt dolgozik, ezért ez is főleg bányákban dolgozó, valamint folyómedrek mélyítésében részt vevő gép. Ez utóbbi esetben lyukacsos vedret használnak, hogy a víz kifollyon belőle.

A mechanikus kotrók sokáig voltak használatban, mígnem megjelentek a hidraulikus rendszerű markolók és kotrók. Ezeknél a gépeknél hidraulikus munkahengerek vették át kötelek helyét a mozgatásban. A hidraulikus kotrók hamar tért nyertek, mivel könnyebbek, gyorsabbak, precízebbek és gazdaságosabbak is. A mechanikus kotrók a rendszerük miatt csak az alkatrészeik saját tömegével képesek a kotráshoz erőt kifejteni, míg a hidraulikusak a hidraulikáik révén többletenergiát is fel tudnak használni erre a célra, ezen kívül szerkezetük lehetővé teszi más eszközök alkalmazását is, amire a mechanikus kotrók kevésbé vagy egyáltalán nem képesek. Mindezek miatt az első és második géptípusból ma már szinte csak hidraulikus kotrókat állítanak elő. A hidraulikus mélyásó kotró rakodásra is alkalmas, ezért ez vált az alapmunkagéppé, alapkotróvá. Mechanikus hegybontó kotróból még egy-két cég gyárt óriási méretben bányakotrókat.
A markolókotró mechanikus kivitelben ma is készül, de inkább a szerkezete alapján kifejlesztett, speciális mély építészeti munkagépek (pl. réselő) készülnek hasonló kivitelben, mivel köteles gépekkel nagyon mélyre is le lehet hatolni. Viszont a hagyományos rakodásra való markolókotrónál ma már ugyancsak a hidraulikus gépek vannak többségben, ezek az átrakodógépek (lásd lentebb).
A vonóvedres kotró esetében a szerkezet továbbra is mechanikus, mivel a munkavégzés jellege nem teszi lehetővé, de szükségessé sem a kötélzet kiváltását. 

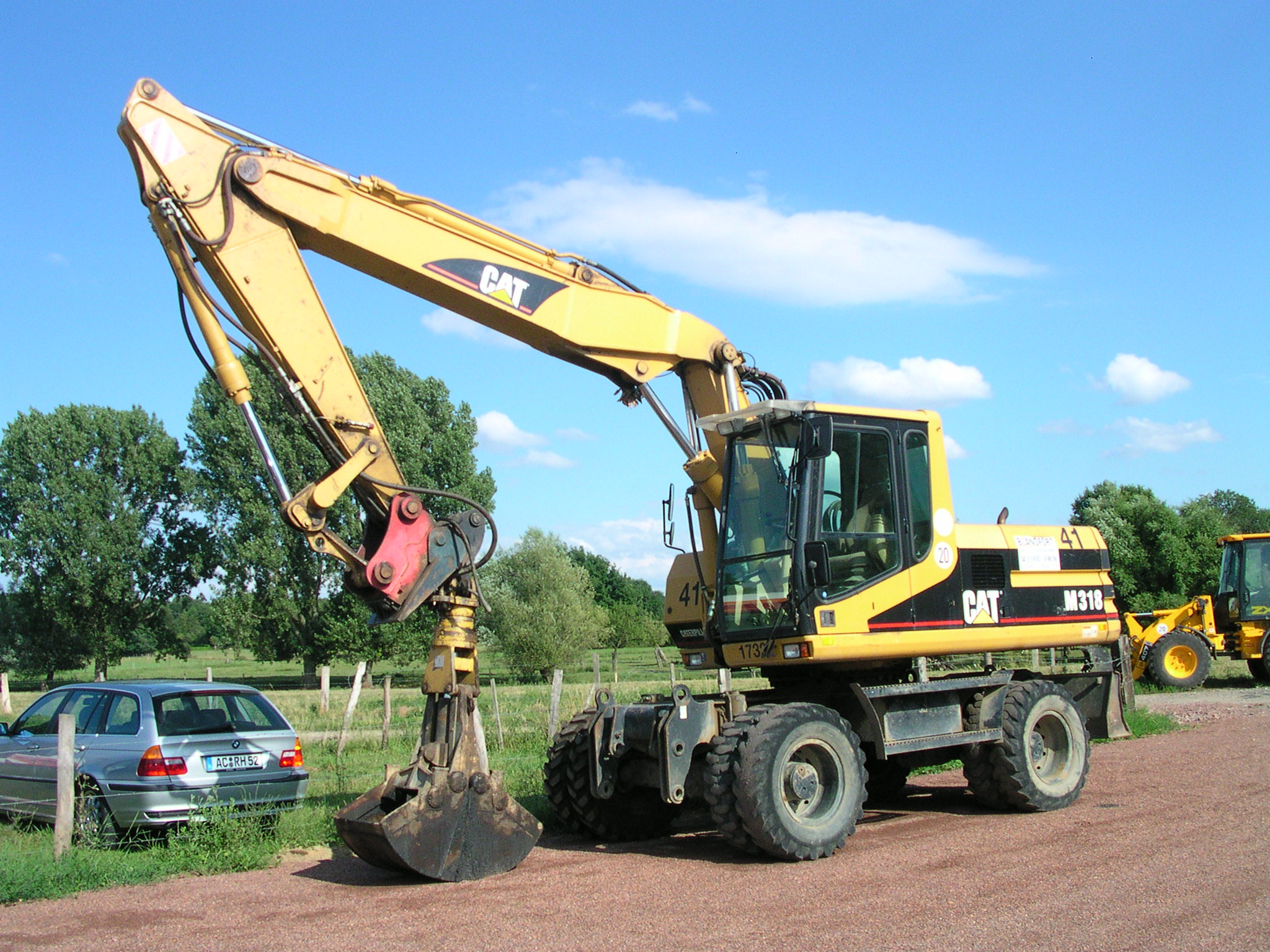
Hidraulikus mélyásó, ami két kanalas fejjel máris rakodó is egyben (Caterpillar)

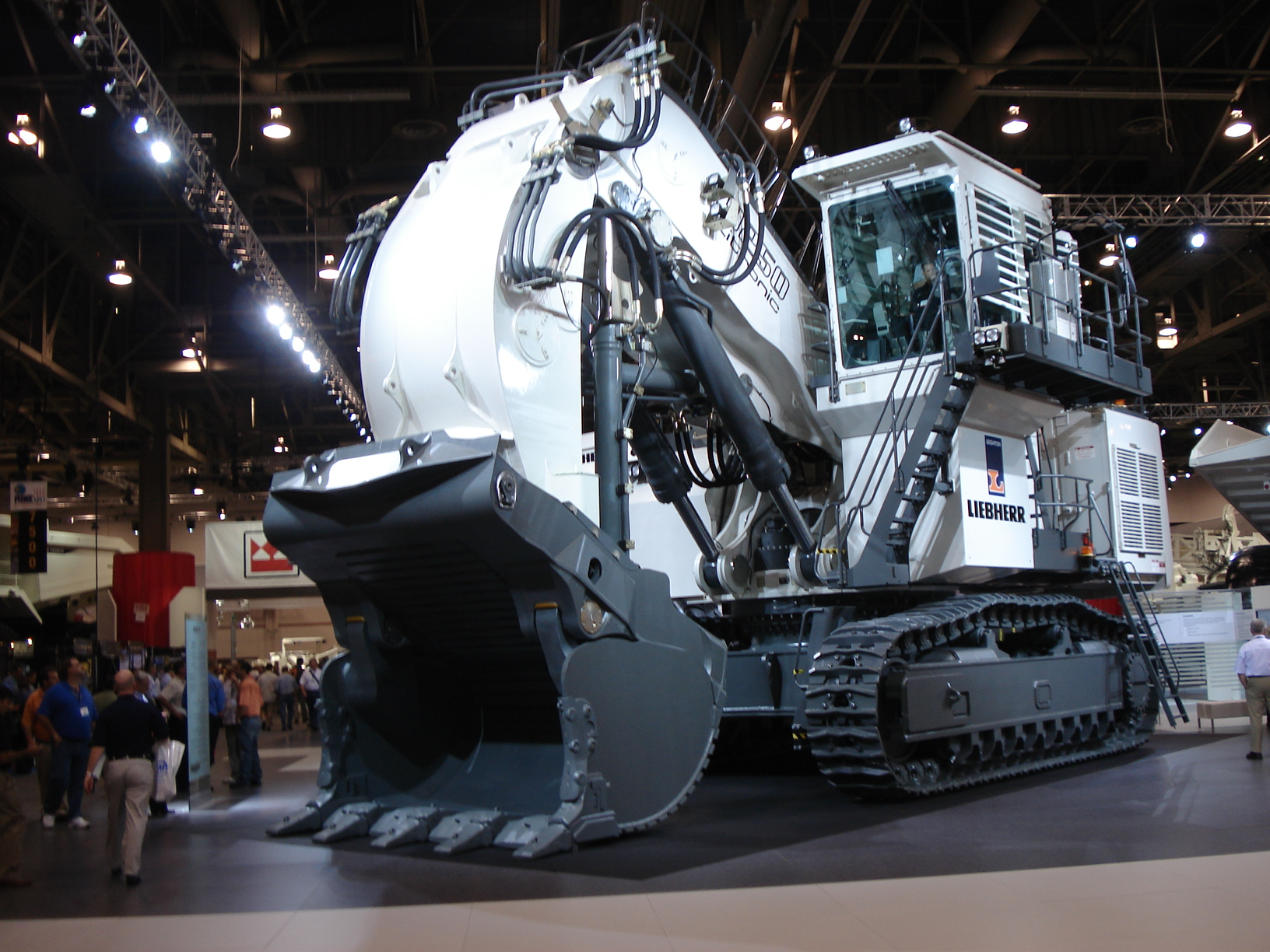
Hidraulikus hegybontó kotró (Liebherr)

### Hidraulikus kotrók
Az utóbbi évtizedekben a hatékonyabb hidraulikus működtetés dominál, emiatt egyre jobban elmosódik a határ egy-egy munkagéptípus között, köszönhetően a gépek sokoldalú felhasználhatóságának. A mechanikus kotrókkal szemben, ahol a mozgatóáttétek végighúzódnak az egész gémszerkezeten, a hidraulikus kotrók gémjének tagjait a hidraulikák mozgatják, amiket magára a gémre szerelnek rá, így a tagokat helyben tudják pozicionálni. A hidraulikákat csak a működtetésükhöz szükséges flexibilis vezetékek kötik a meghajtáshoz, amiket a gémhez rögzítenek. A vezetékek a gém ízületeinél szükség szerint könnyen szét- majd összekapcsolhatók, például egy hidraulikus eszköz felcsatolásakor vagy szállításhoz való szétszereléskor.
A hidraulikus gém általános gépnél egy nagyobb, a géphez kapcsolódó hajlított tagból, valamint egy ehhez kapcsolódó kisebb, kb. feleakkora tagból, a kanálszárból áll. A kanálszárhoz kapcsolódik a kotrókanál, így alapesetben egy gép három ízülettel rendelkezik. Bizonyos gépek a hajlított tag helyett két kisebb taggal rendelkeznek, amik szintén hidraulikusan kapcsolódnak egymáshoz, így egy negyedik ízületet képeznek. Megint más gépek olyan pluszízülettel is rendelkeznek, amelyek oldalirányú mozgásokat tesznek lehetővé. Ezek a képességek bővítik egy-egy alapgép használhatóságát, amitől több irányba, precízebben tudnak dolgozni.
A hidraulikus markolók gémjének végén alapesetben két rögzítőcsavar kioldásával gyorsan leszerelhető a kotrólapát, hogy egy másik eszköz, pl. légkalapács vagy kétkanalas markolófej kerüljön a helyére. Olyan rendszer is létezik, ahol igazán csavarozni sem kell, a gém végén lévő adapter és az eszköz profilja csak összecsúszik és egy retesz rögzítésével a gép máris üzemkész. Adott esetben a gém is szétszerelhető és kompatibilissé tehető más, nagyobb eszközök, szerkezetek hordozására és működtetésére. Így például egy mélyásó kotró is lehet markolókotró, vagy más jellegű, nem is feltétlenül földkitermelő munkagép. Mindezen tulajdonságok célja és előnye a kevesebb üzemóra, a munkavégzés rövidebb ideje, és a gép gazdaságos működtetése, mivel egy gép több munkafázist is el tud végezni. A gém végén vagy a markolókanál hátulján kis függesztőhorog is található, ennek segítségével nagyobb tárgyak, pl. csövek fel és leemelése is lehetséges.

## Méretek

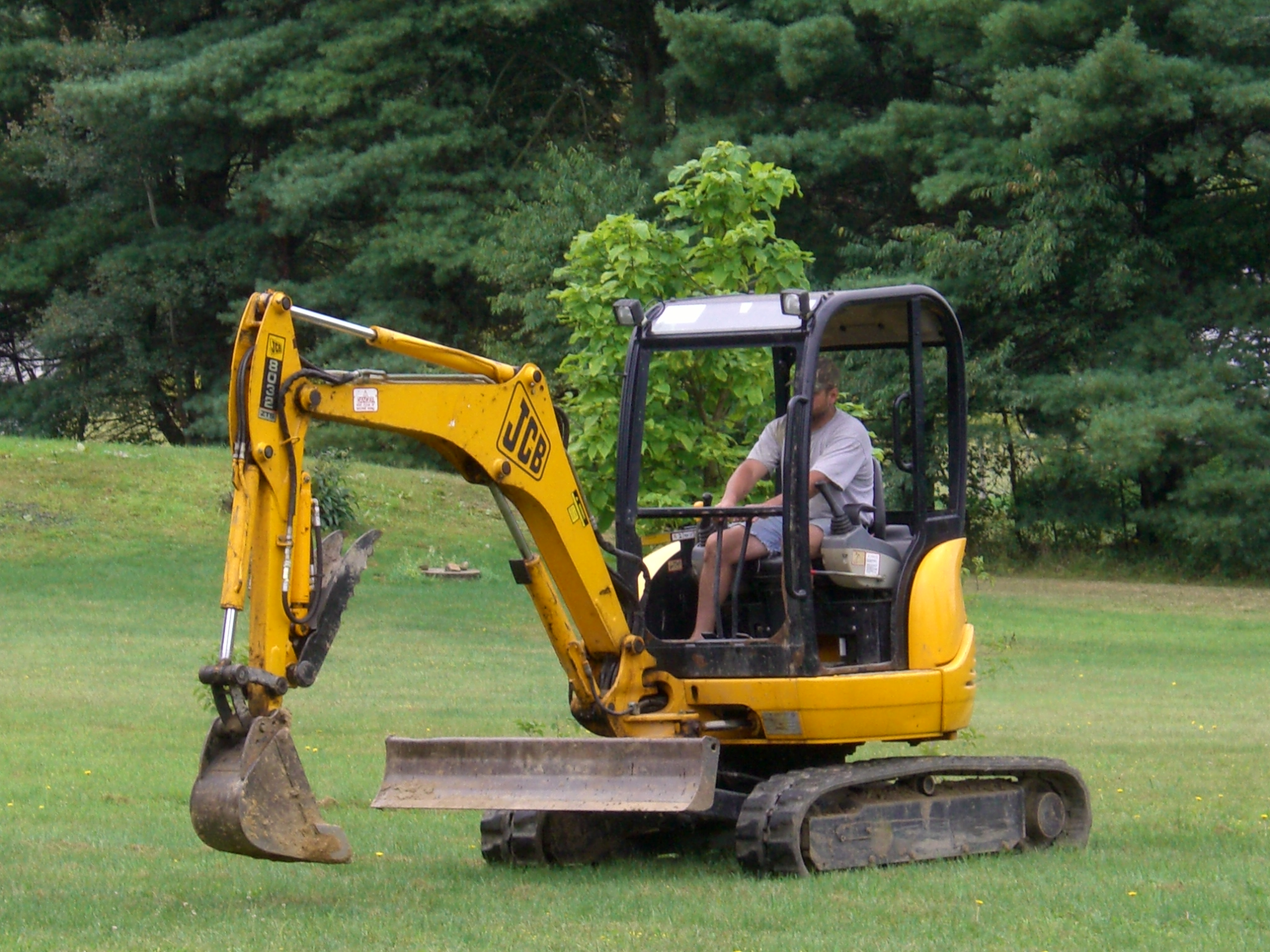
Minikotró (JCB)

A markolók több más munkagéphez hasonlóan különféle méretekben készülnek. A méretbéli változatosság szintén a hidraulikus markolók sajátja, a technológia egész kicsi gépek létrehozását is lehetővé tette. A legkisebbek kb. 1 m² alapterületűek, kisebbek egy telefonfülkénél is, ezek a minikotrók, míg a legnagyobbak akár lakóházméretűek is lehetnek. Az ilyen óriásokat a kapacitásuk miatt főleg bányák külszíni fejtésein használják, méret alapján ezek a bányakotrók. A legkisebbek városi közműjavításokkor praktikusak, de szűk helyeken, épületen belül, akár emeleten is használhatóak. Magántelken vagy magánkertben is használhatják kisebb-nagyobb építkezéskor. A két véglet között mindenféle méretű gép készül teljesítmény és alkalmazhatóság függvényében, de a kb. teherautó méretű és teljesítményű gépek a leggyakoribbak, mivel ezeket tudják a legtöbbféle módon használni.

Bizonyos markolók a feladatkörük miatt csak egy fajta méretben készülnek, például a hegybontógépeket, amiket főleg bányában használnak csak nagyobb, nemritkán óriás méretben gyártanak, mert alkalmazásuk csak ekkor méretben költséghatékony.

## Eszközök
Az alapmunkaeszközök, adapterek kialakítástól és a hordozógéptől függően szintén több méretben készülnek, de számos speciálisabb eszköz is létezik. A leggyakoribb eszközök:

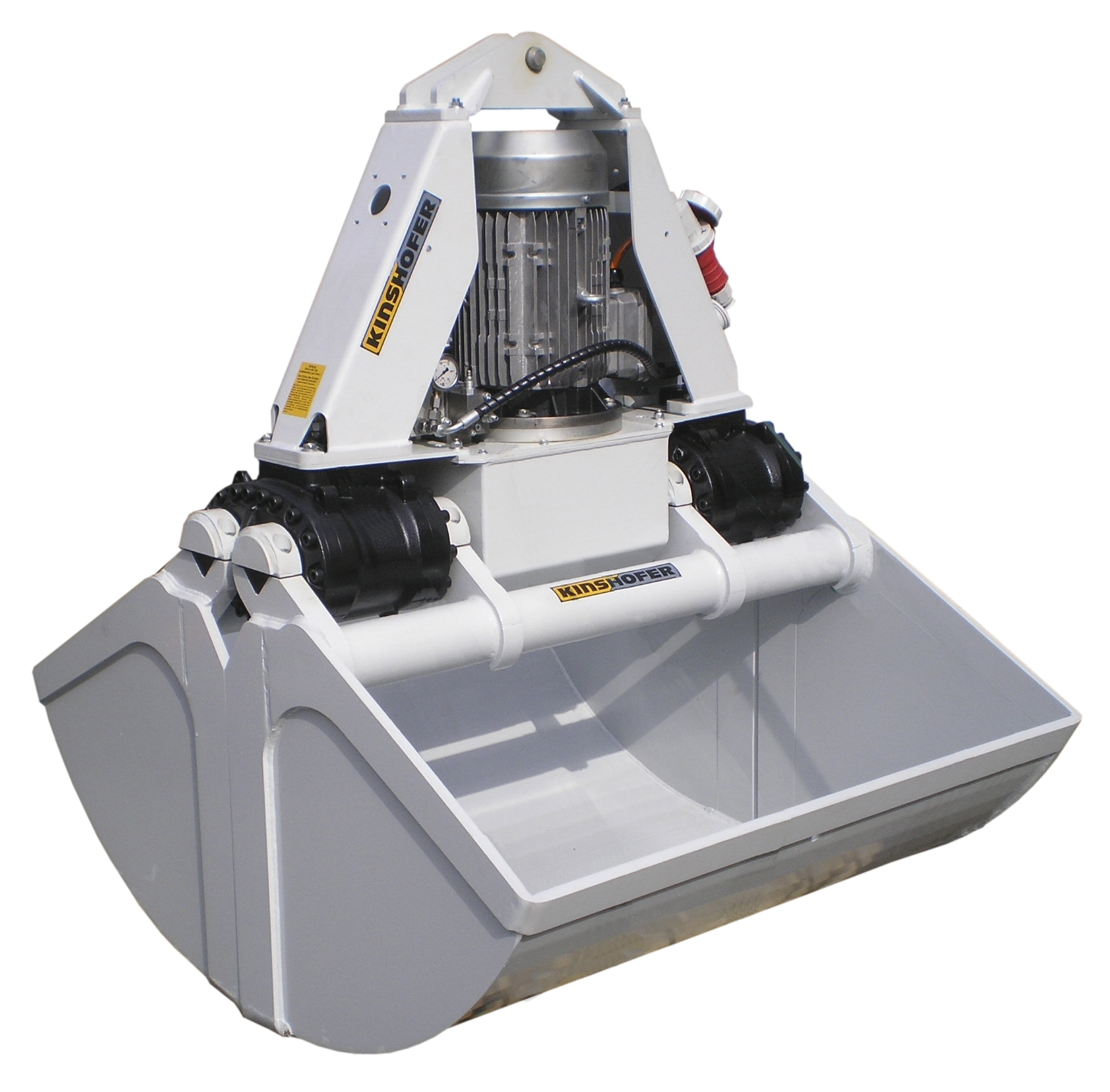
Kétkanalas markolófej

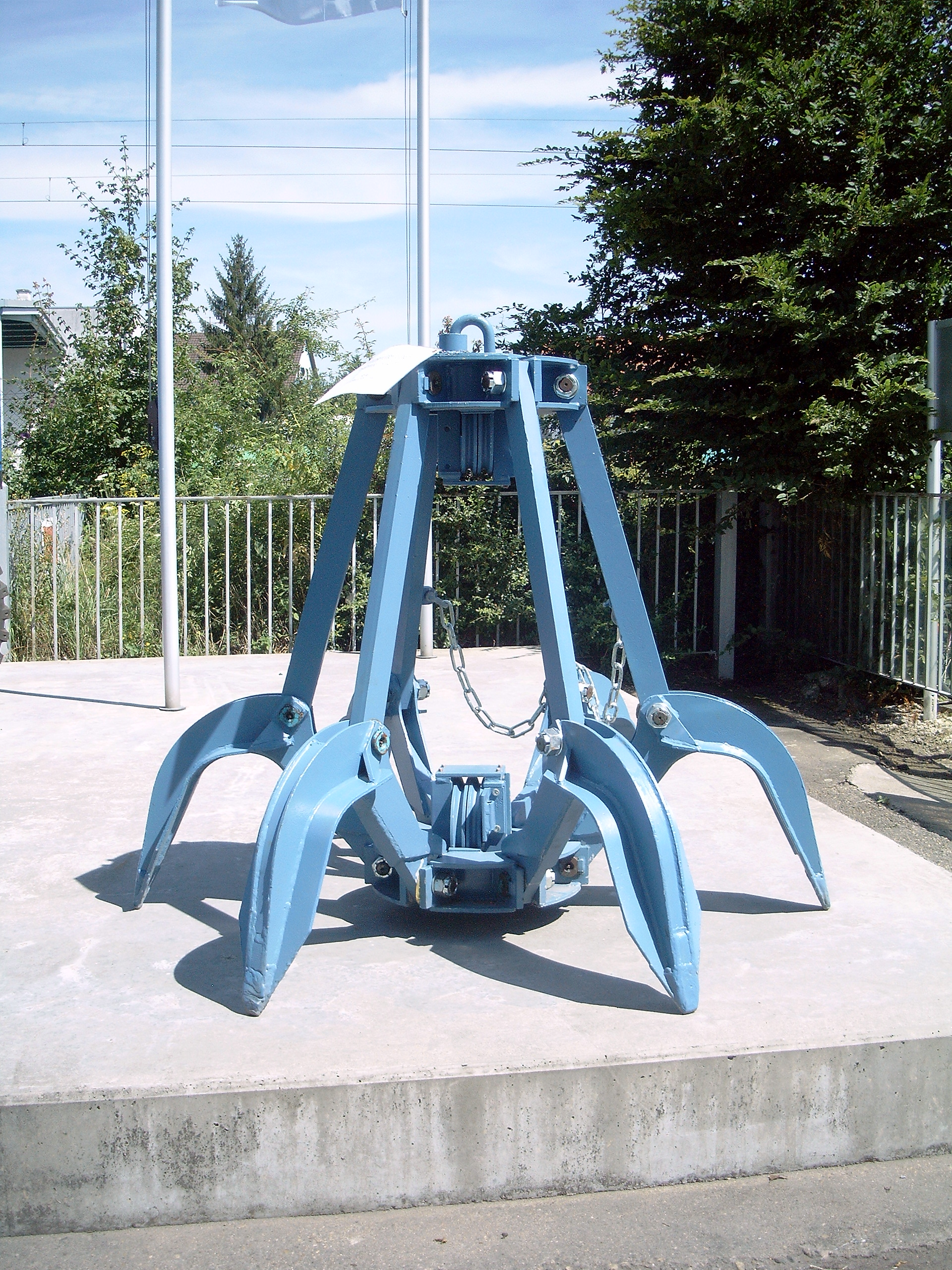
Polipmarkoló mechanikus gépre

•   Markolókanál vagy kotrókanál: a markológép alapeszköze, a föld markolásakor vagy kotrásakor használják. Az elején bontófogak találhatók, az oldala élezve van, ezek célja a föld ellenállásának legyőzése. Nagyon sokféle kotrókanál létezik, vannak munkaspecifikusak is, pl. a hegybontókanál, ami csapóajtóval, vagy újabban kifordítható módon ürít, de az általános használatra valók közül van a legtöbbféle. Vannak széles kanalak lazább talajhoz, keskenyebbek kötöttebbhez, lyukacsosak a víz áteresztéséhez stb. Nagyon fontos, hogy a megfelelő talajtípushoz megfelelő kanalat használjanak, és azzal megfelelő szögben hasítsanak a talajba, nehogy rongálódás érje az eszközt vagy a gépet.

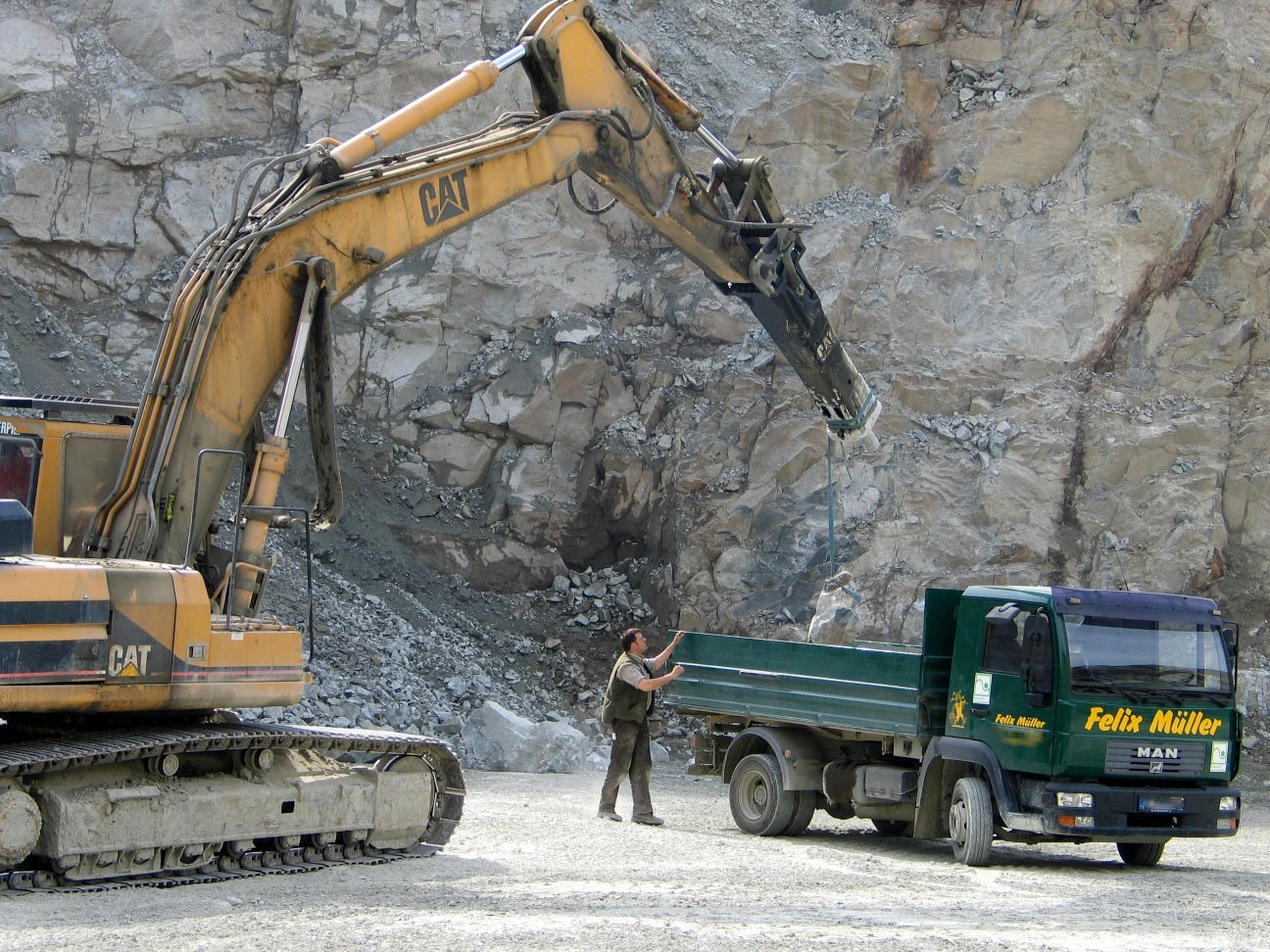
Légkalapács egy markolón

•  Légkalapács: sűrített levegővel működő, feltöréshez vagy bontáshoz használatos eszköz. A végén egy hegyes fémtüske található, ez végzi a feltörést. Bizonyos minikotróknak a kanálszárába van beépítve.

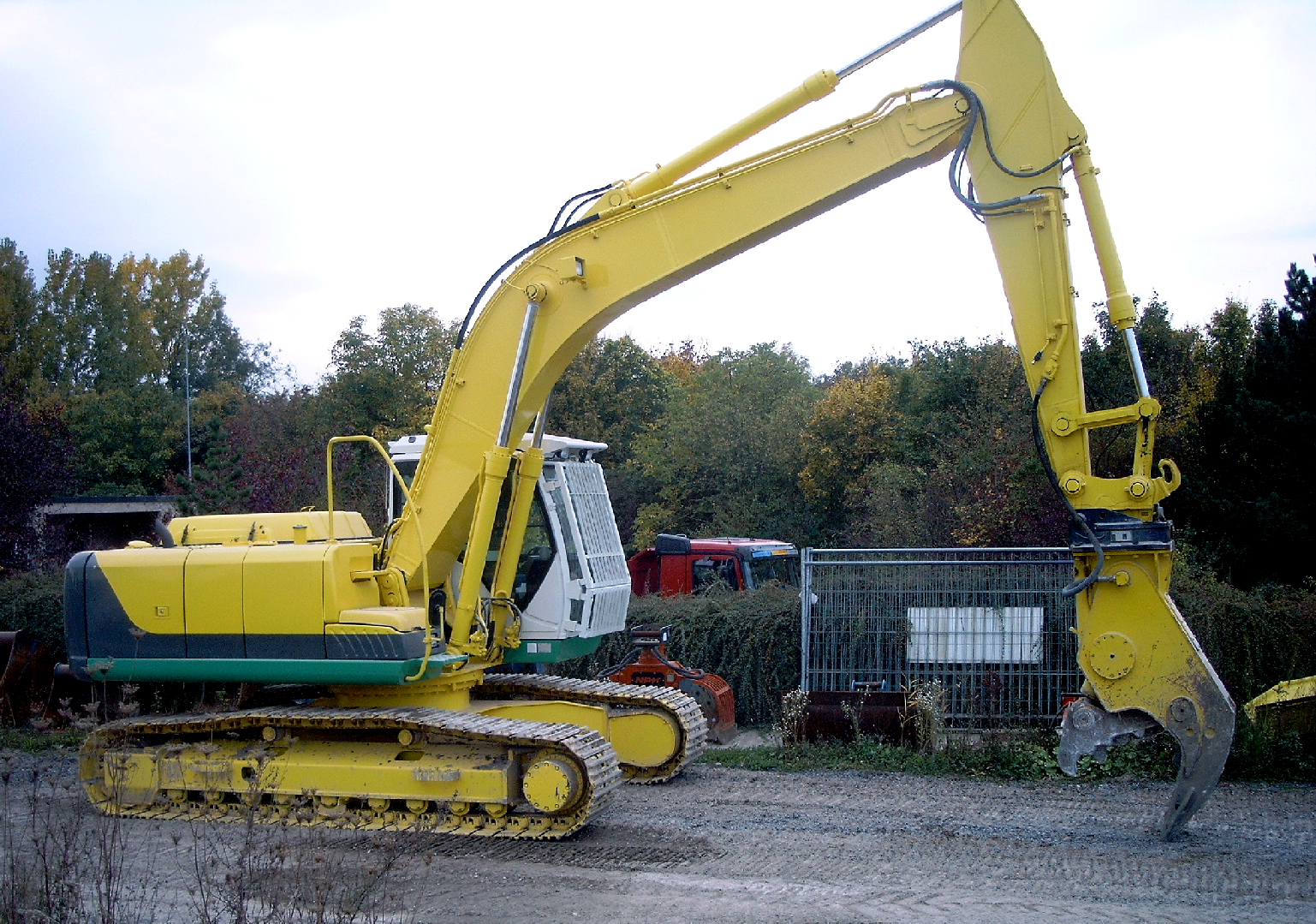
Markoló bontófogóval

•  Kétkanalas markolófej: két egymással szembeni, egymásra záródó markolókanálból áll. Mechanikusan ugyancsak a munkagép kötele működteti, hidraulikus gépnél saját hidraulikája nyitja és zárja. Ez utóbbi teljes körben forgatható is, hogy a fej vagy a benne lévő nagyobb tárgy a kívánt szögbe állítható legyen. Mély építéshez is használják, mivel a kétkanalas fej a gémtől függetlenül önzáródó, ezért függőleges aknák, vájatok, és fal melletti árkok ásására is alkalmas. Mélyépítésnél a markolófej gyakran egy változó hosszúságú adapterrel kapcsolódik a hidraulikus gémhez, amivel mélyebbre ér le. A kotrókanálhoz hasonlóan a kétkanalas fej is sokféle méretben készül, széles és egészen keskeny profilú is van.
•  Polipmarkoló: alakja hasonló egy polipéhoz. Zárt állapotban gömbszerű formája van, szétnyitva karokra nyílik. Általában 5 vagy 6 hegyes karomra oszlik, de mérettől, kialakítástól függően 3, 4, vagy 7 és 8 karom is lehet egy fejen, amivel teljes körben záródik. Mechanikusan kötél, egyébként hidraulika működteti, utóbbi változat szintén forgatható. Főleg darabos ömlesztett anyagok, hulladék (növényi, fém, papír stb.) rakodására használják.
•  Rönkfogó: szálanyagok, főleg rönkfák, gerendák rakodására való, szintén forgatható adapter.
•  Bontófogó vagy bontóolló: épületbontásra vagy nagyobb fémhulladékok feldarabolására való adapterek. Többféle fajta, méretű készül, gémmel párhuzamos és merőleges, csípő, harapó és roppantó kivitelben is. A legtöbb szintén minden szögbe forgatható. A legnagyobb, legnehezebb fogók vagy ollók már nem is a gém végére, hanem a kanálszár helyére kerülnek. Bontásnál főleg acél vagy vasbetonépítmények szétszedésére használják, ezért szokták még betonollónak is nevezni.
•  Ejtőkörte: csak mechanikus markolókotrókon használták épületbontás céljából. A tömör fém, körte vagy golyó formájú eszközt ingaként meglengetve döntötték be vagy le a lebontandó épület falait és födémét. Igazán csak téglaépületeknél volt hatásos, újabb építésű, pl. vasbeton épületeknél már nem használható. Ezen kívül a körte irányíthatatlansága is rejtett balesetveszélyt, ezek miatt és a hordozó géptípus háttérbe szorulása miatt az ejtőkörtét ma már ritkán használják, bár daruk is képesek mozgatni.

## Változatok

### Altípusok
Már volt róla szó, hogy az alapgépek sokféle munkára alkalmassá tehetők. Ettől függetlenül vannak olyan munkakörök, amelyek továbbra is specifikált markológépeket igényelnek. Ilyenek a tereprendezés, az átrakodás, az épületbontás, a mély építészet, vagy a bányászat. A technológia fejlődése magával hozta ezen újabb típusú, speciális munkagépek kifejlesztését is, amelyek az alapkotróból fejlődtek ki.
 
Az elterjedtebb altípusok:

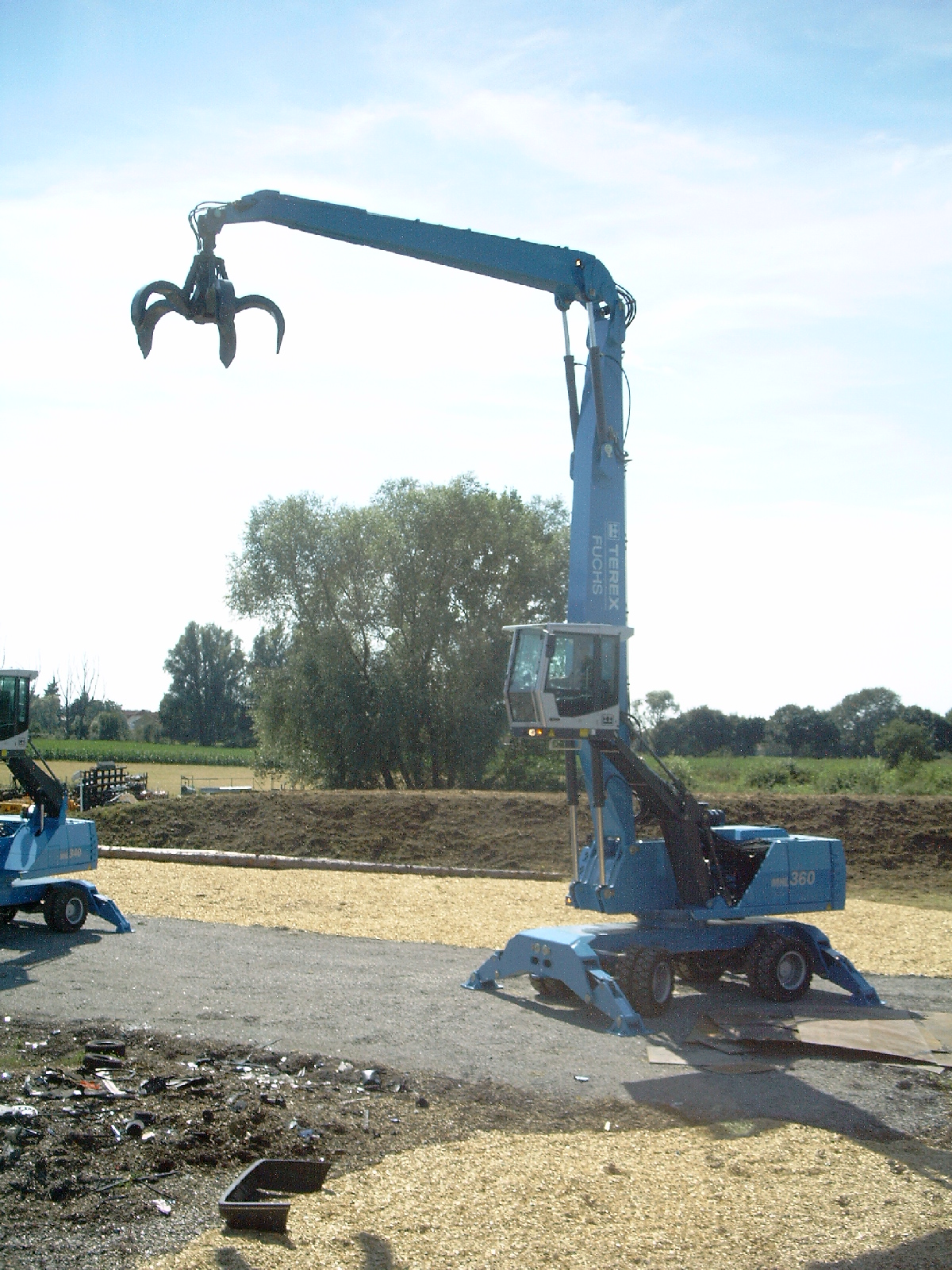
Átrakodógép felemelhető fülkével (Fuchs)

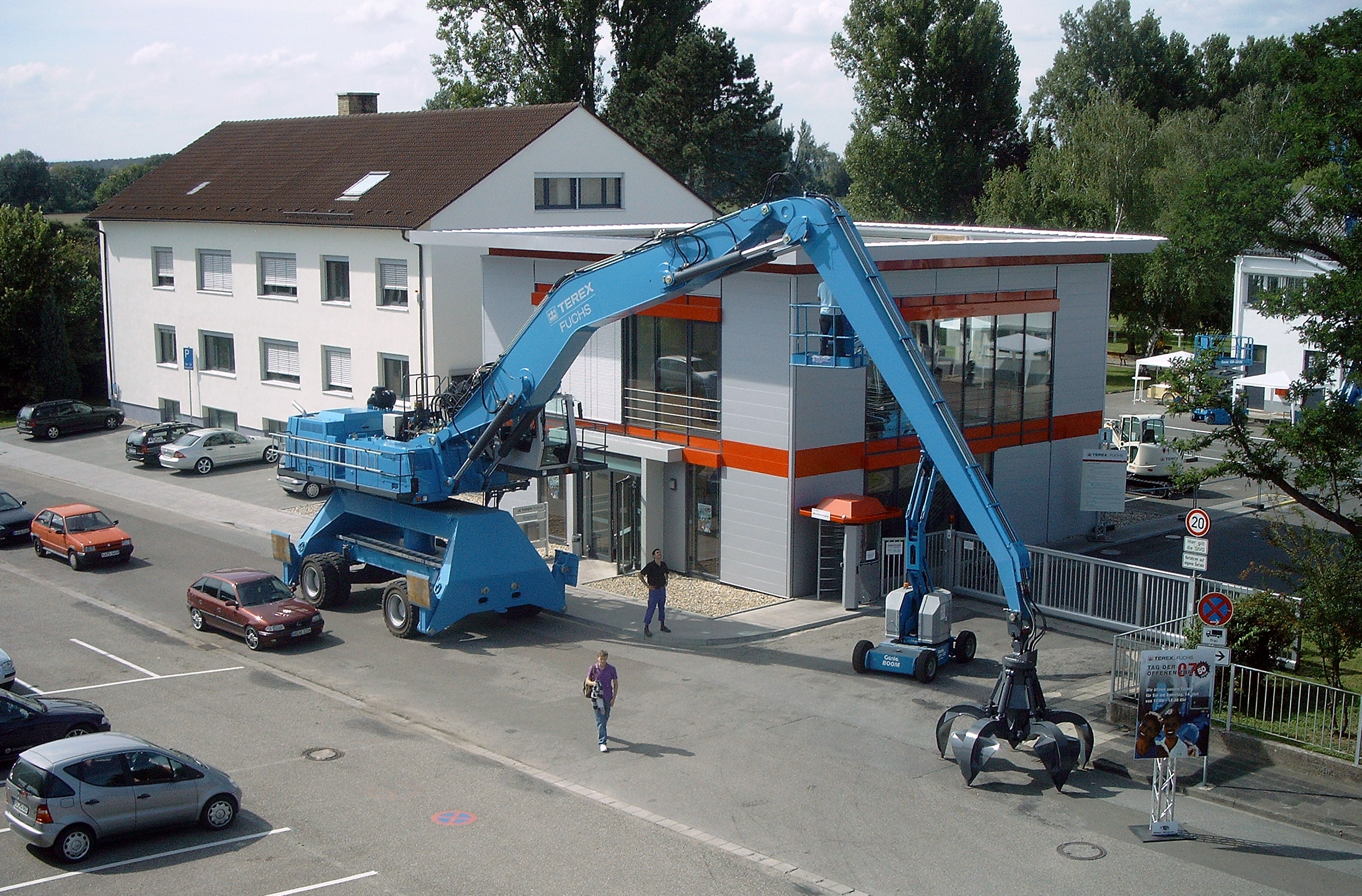
Különösen nagyméretű átrakodógép magasított alvázzal. A fülke itt is emelhető, de a képen alapállásban van. (Fuchs)

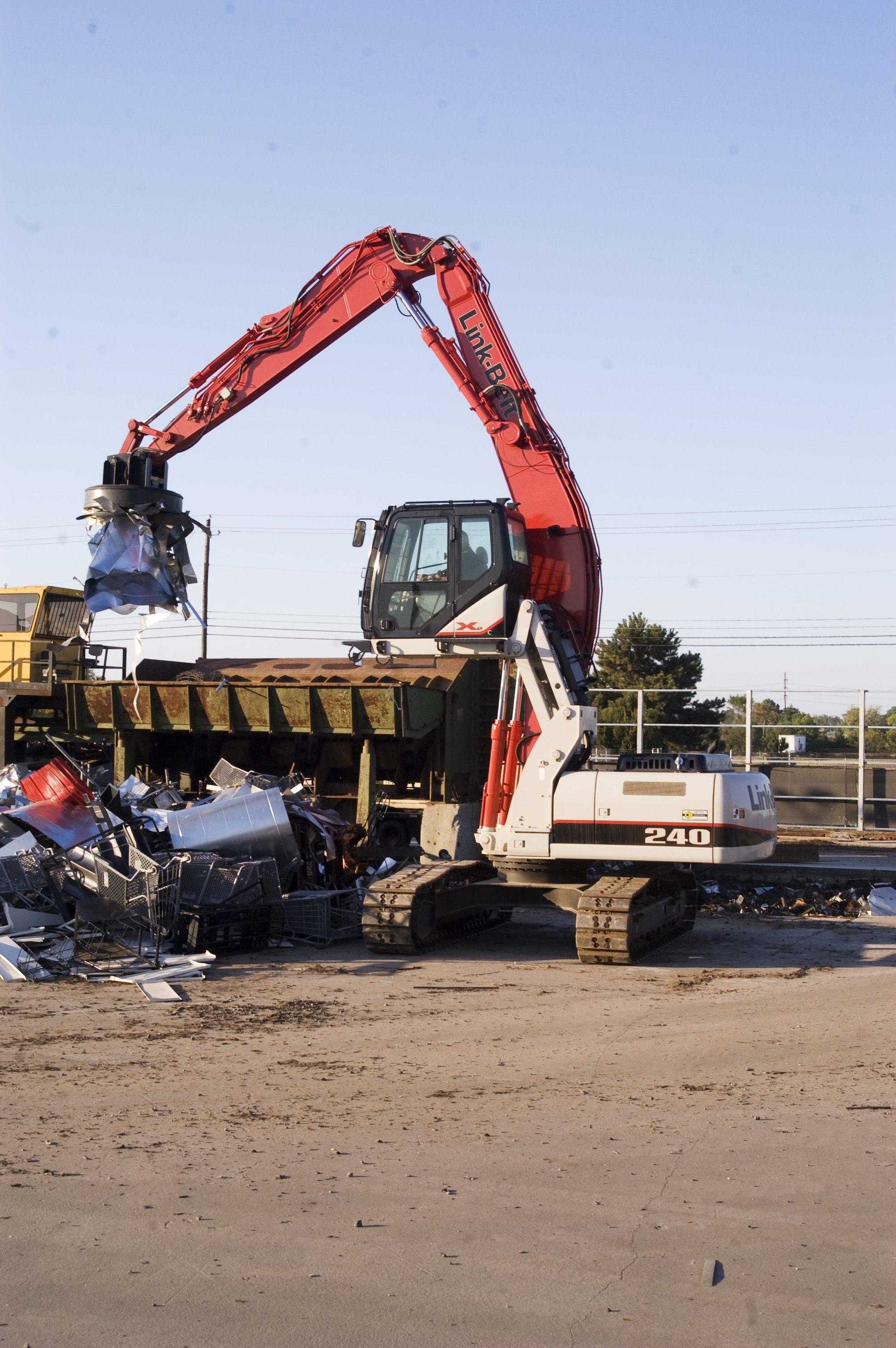
Elektromágneses átrakodógép (LinkBelt)

- Átrakodógép: tulajdonképpen nagy teljesítményű hidraulikus markolókotró, a mechanikus változat utódgépe. Az átrakodógép nagy volumenű, főleg ömlesztett anyagok egyik helyről a másikra történő átrakodására való, úgy mint sóder, hulladék stb., emiatt ezek a gépek különleges, hosszú tagokból álló gémmel rendelkeznek, hogy a szokásosnál jóval nagyobb hatósugaruk legyen, és így messzire és magasra is elérjenek, pl. egy uszály és tehervagon, vagy egy teherautó és hajóraktér közötti rakodásnál. A végükön polipmarkoló, kétkanalas markoló, esetenként elektromágnes is lehet fémhulladék mozgatásához. Néha szálanyagokat is ilyen géppel rakodnak, ekkor rönkfogó van a végén. A kezelőfülkét a jobb beláthatóságért vagy eleve magasítva helyezik el, vagy hidraulikusan emelhetővé alakítják (ilyen fülketípus bizonyos általános markológépeken is előfordul). Bizonyos típusoknál a forgózsámoly is magasítva van, vagy egy, az alvázból kiemelkedő oszlopon kap helyet, ezáltal az egész gép a magasba kerül és mintegy balkon foglal helyet rajta, de léteznek különleges, teljesen egyedi alvázú gépek is. Ezeknek is a hatósugár növelés a célja, ilyen gépek egy rakpartról akár egy teherhajó rakterébe is beérnek. Emiatt is az átrakodógépek a kikötők, teherpályaudvarok, szeméttelepek és hulladékudvarok jellemző gépe.[1]

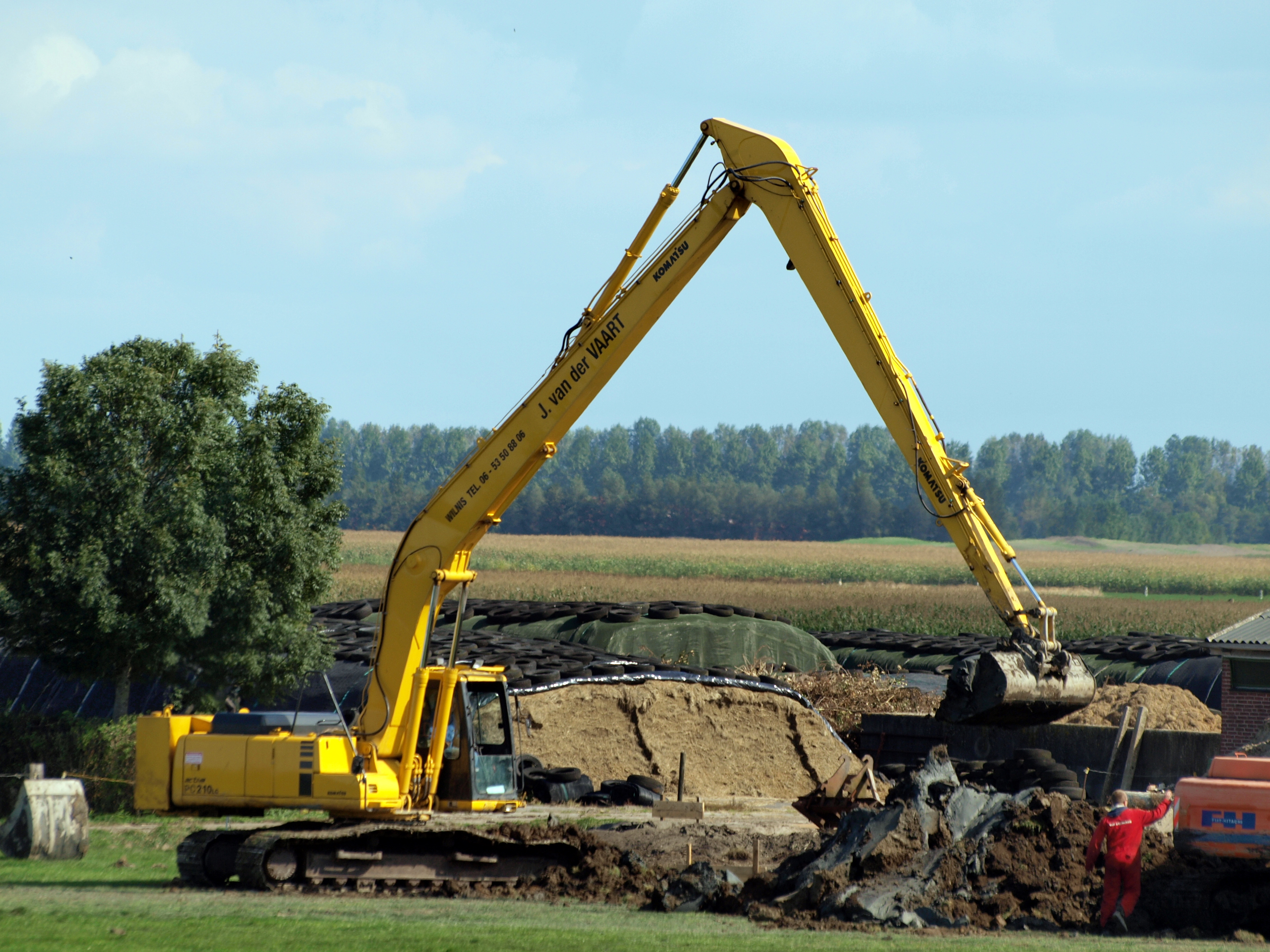
Rézsűkotró egyengetőlapáttal (Komatsu)

- Rézsűkotró: a rézsűkotró majdnem olyan, mint egy hagyományos markológép, csak arányaiban hosszabb hajlított taggal és kanálszárral rendelkezik. Ezáltal képes töltéseket egyengetni azok tetejéről vagy aljáról, de mély építésnél is előny a hosszú gém. Uszályokon állva a hosszú gémje miatt mederkotrásra is alkalmas. Egyengetéskor széles kotrókanalat használ, egyébként ugyanúgy mindenféle markoló vagy kotró adapterrel felszerelhető.

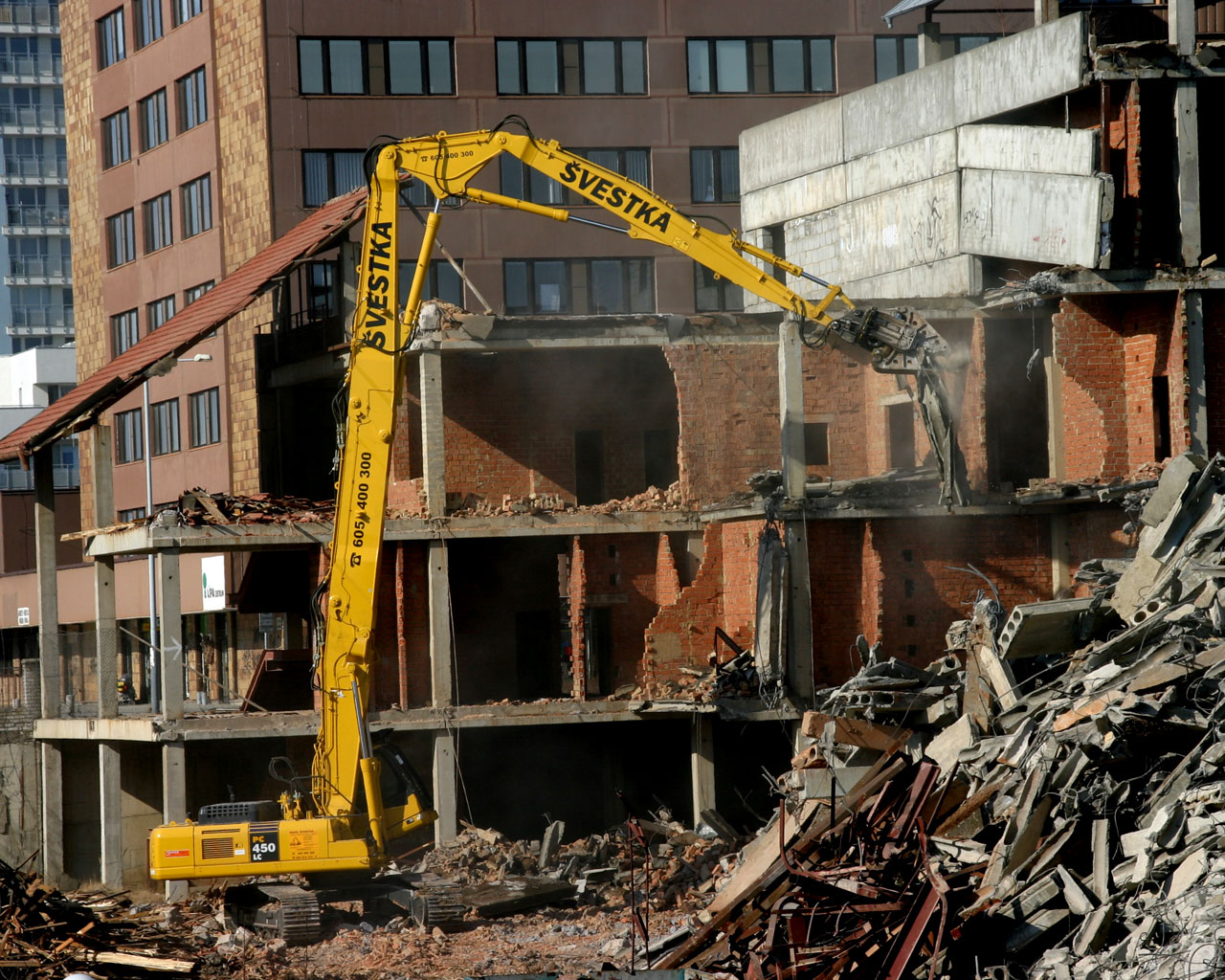
Bontógép munka közben (Komatsu)

- Bontógép: épületbontásra kialakított munkagép, szintén hosszú, de más szerkezetű gémmel rendelkezik. A gém három egyenes részből áll, egy hosszú, egy egész rövid, és még egy hosszú tagból, a végén pedig bontófogó vagy bontóolló található. A bontógéppel az eddigiekkel ellentétben nem annyira mozgó munkát végeznek: a bontófogót a gém a lebontandó épület bizonyos részéhez emeli és ott elharapja a szóban forgó épületrészt, majd kicsit odébb ezt újra megteszi, ameddig le nem válik az épületdarab. Emiatt a gémet folyamatosan felfelé kell tartani, ezért sajátságos a szerkezeti kialakítása is. A tagok derékszögben hajlíthatók egymásra, mert az összekötő hidraulikák a gém belső felén vannak, hogy kinyújtott állapotban jobban kitartsák azt. További sajátosság a fülke hátradönthetősége a tartósan magasban végzett munka jobb, kényelmesebb ráláthatóságáért, ami az autódaruknál is gyakori. Bizonyos bontógépek gémje modulszerűen átcserélhető hagyományos gémre, és olyan is létezik, amelyeknek a darugémekhez hasonlóan teleszkóposan növelhető a hossza, illetve ezt lehet gémmodulokkal is növelni. A bontógép csak önjáró, lánctalpas kivitelben készül, nagyobb gépeknél akár arányaiban szélesebb nyomtávval is a jobb stabilitás végett.

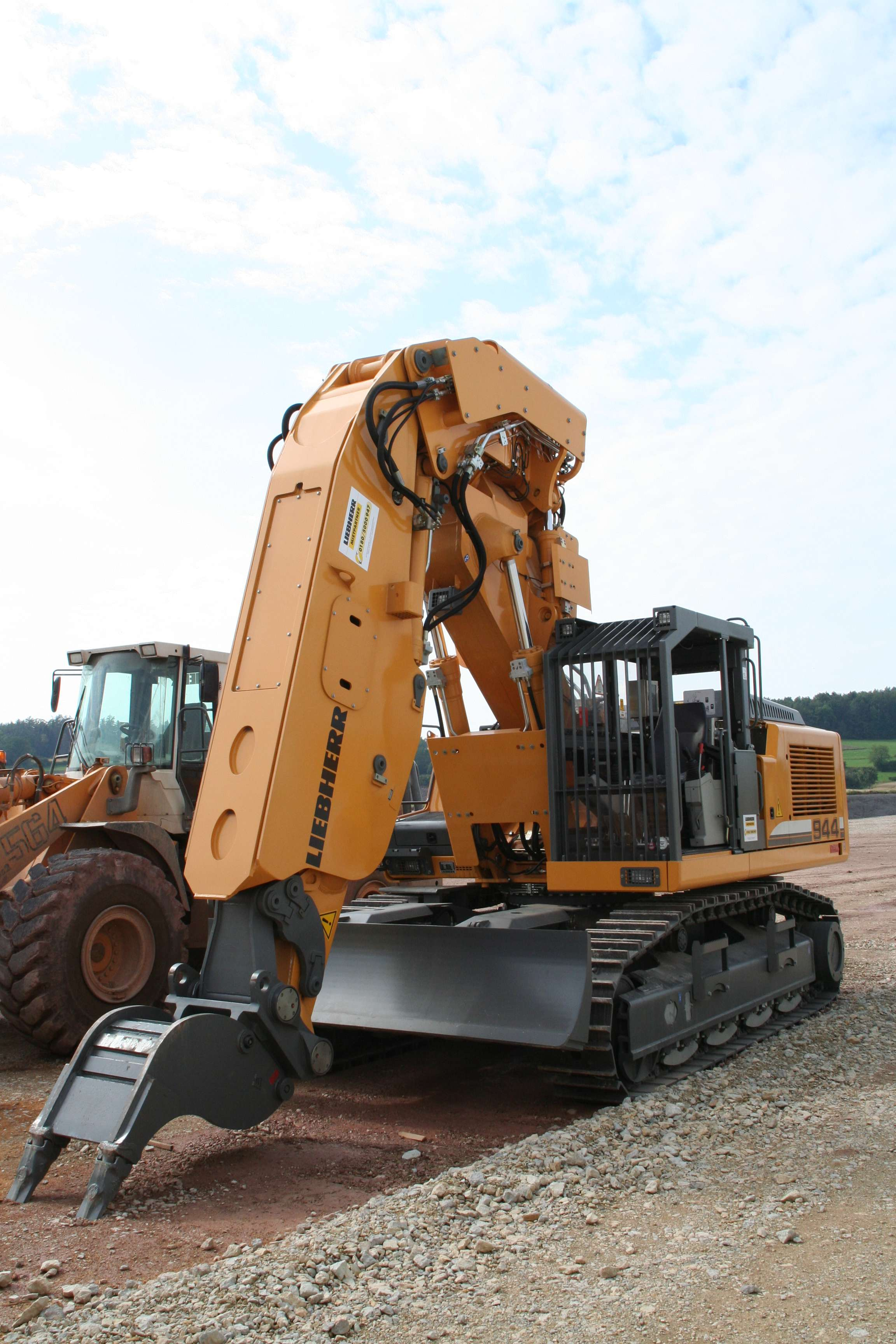
Alagútkotró különleges gémmel és kaparókanállal (Liebherr)

- Alagútkotró: bányászati vagy alagútépítési munkákra való munkagép. Ilyen jellegű, korlátozott munkákra hagyományos gépek is alkalmassá tehetők különböző felszerelhető alkatrésszel (marófej, fülkére való védőrács stb.), de komolyabb munkákra kimondottan alagútkotró az ideális. A gém speciális, arányaiban rövid, zömök, függőlegesen és vízszintesen is tud mozogni. Az adapterek is speciálisak, kicsi, rövid ásólapáttal, vágófoggal, marófejjel lehet felszerelni. Bizonyos gémek dupla szerszámot, légkalapácsot és vele markolókanalat is hordozhatnak, ahol az elöl lévő légkalapács által levert törmeléket a hátrább lévő kanállal kotorják el. Az adapterek szintén tetszőleges szögbe forgathatók, hogy minden irányba képes legyen a talaj vagy kőzet meglazítására. Előfordul még az alváz módosítása is, amelyet a lehulló törmelék vágatból történő továbbjuttatása végett széles, lapáthoz hasonló, akár forgó spirális terelőkarokkal is rendelkező felhordóéllel és hátratovábbító surrantócsatornával egészítenek ki. Önjáró gép, lehet gumikerekes is, de legtöbbször lánctalpas. Bizonyos kisméretű gépek is készültek alagútásásra, de ezek inkább a homlokrakodókkal mutattak hasonlóságot alacsony építésük miatt.

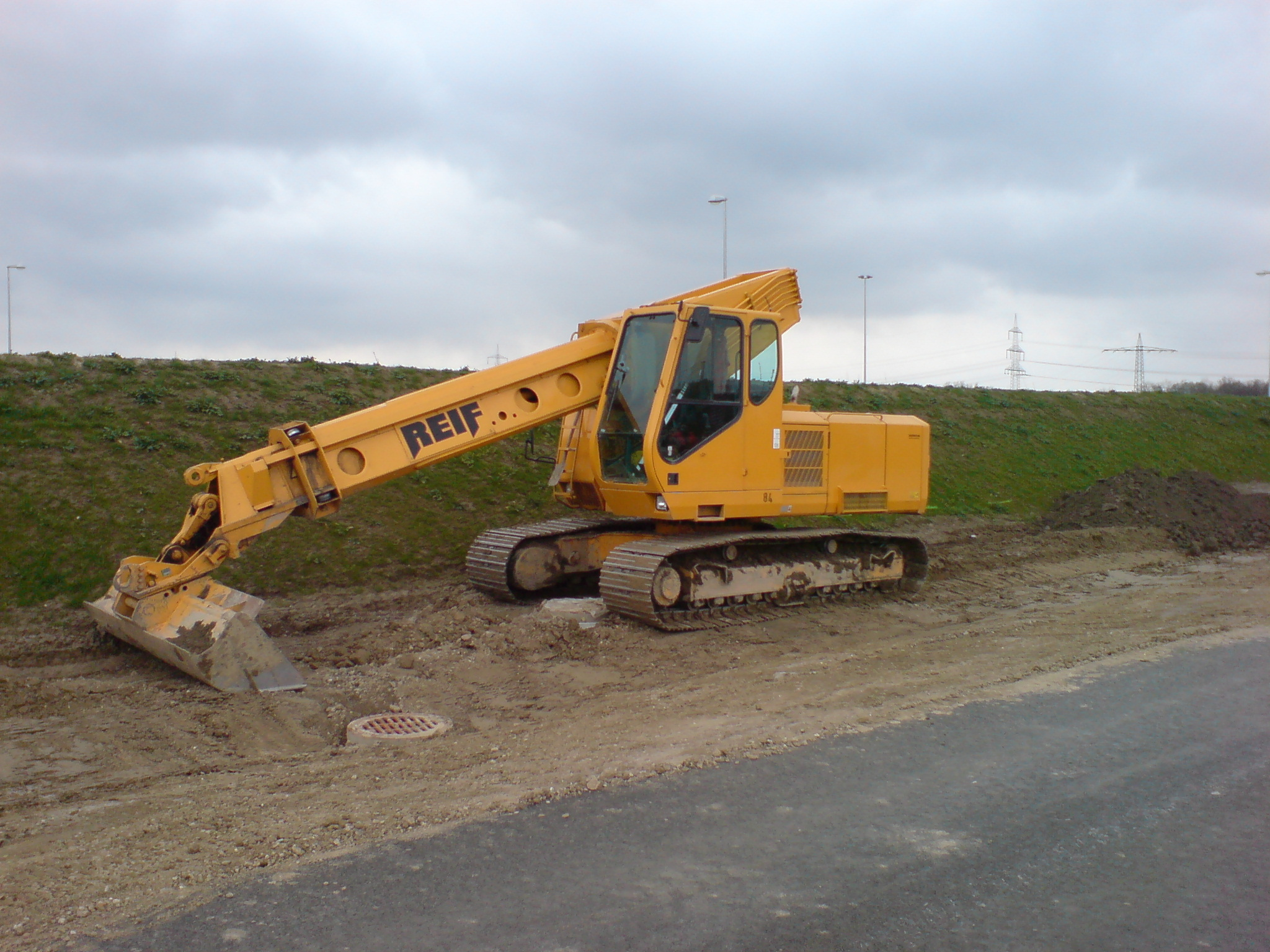
Teleszkópos kotró

- Teleszkópos kotró: ez a munkagép egy egyenes, teleszkópos gémmel rendelkezik, amiben több egymásba csúszó gémtoldat helyezkedik el. A gém dőlésszögét hidraulika állítja be, ahogy a gém végén lévő eszközét is. Ugyanakkor a gép képes az eszköz forgatására is. Általában ez a gép is kotró vagy markolókanállal rendelkezik, rézsűkotrásra, egyengetésre, ároknyitásra használatos, de légkalapácsot is működtethetnek vele. A teleszkópos kialakítás lényege, hogy azzal hosszabb síkban lehessen dolgozni, szemben a többi markolóval, ami a gémszerkezet miatt ívben kotor. A működtetése akár a gép haladásával is történhet, ahogy ezt például a buldózer vagy a földgyalu teszi, ezért gyakran készül ez a markolótípus teherautóalapra.

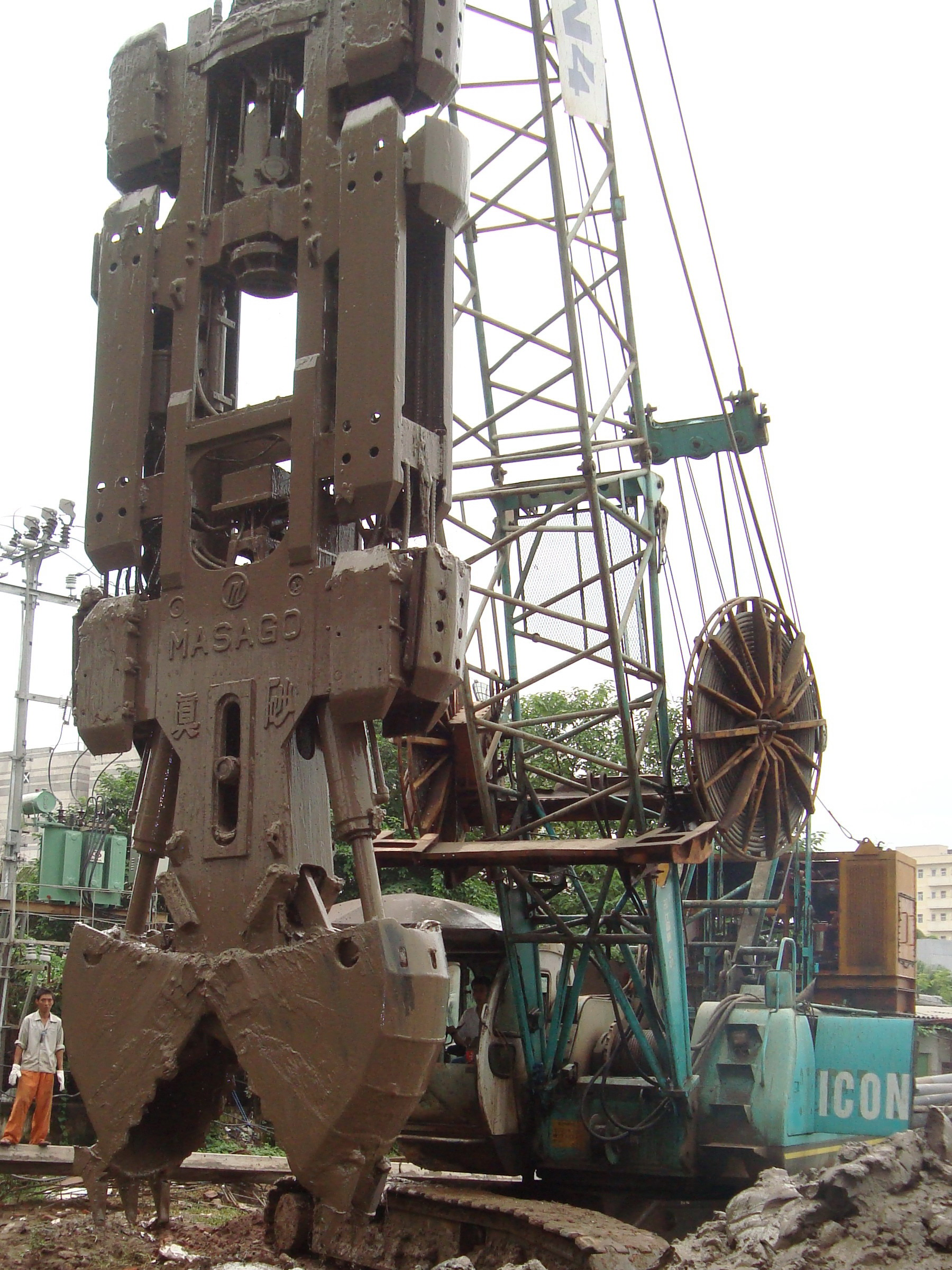
Réselő a különleges markolófejjel

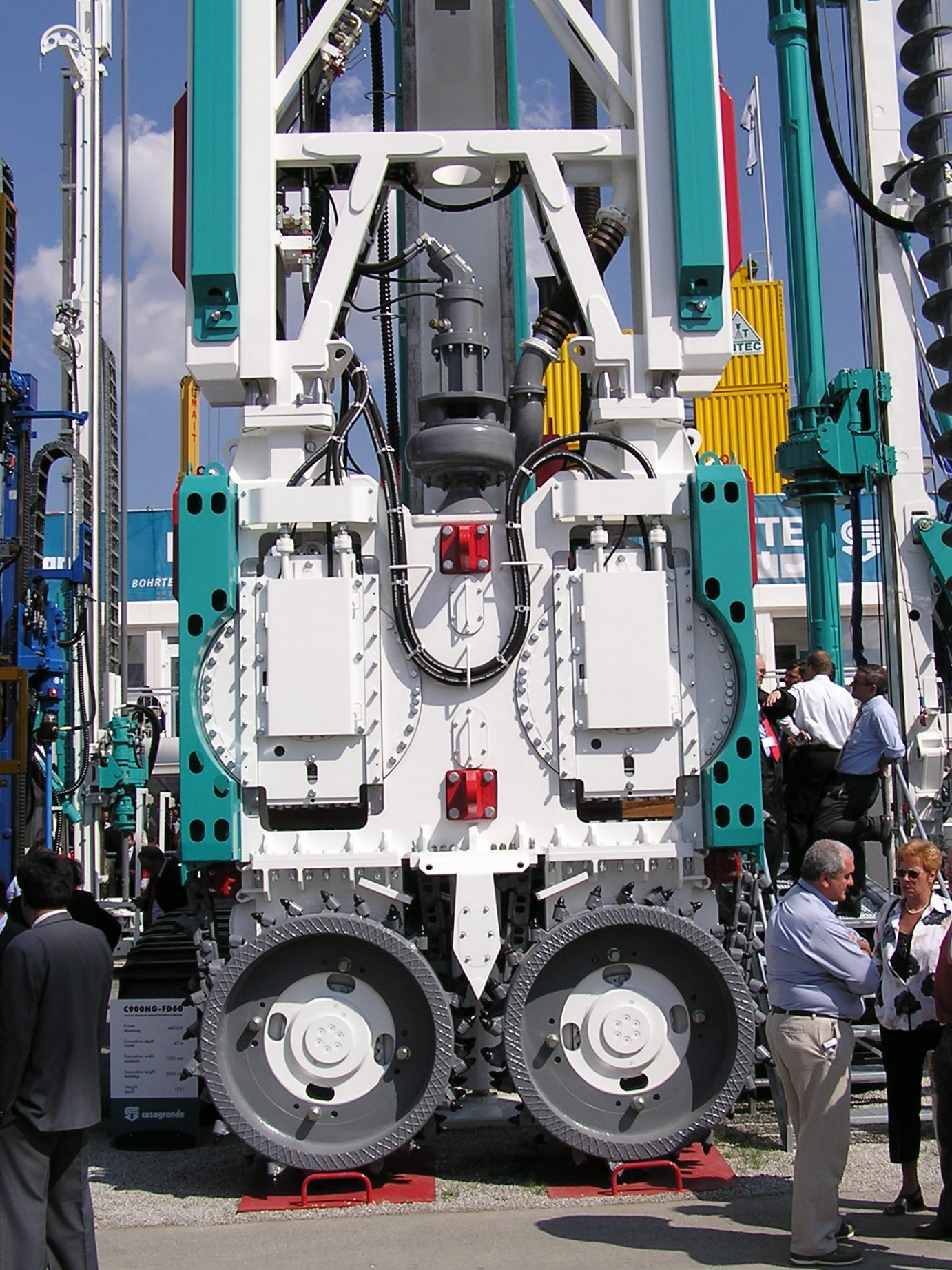
Dupla marótárcsás maróadapter mély építészeti alapokhoz

- Réselő: speciális mélyásó gép, aminek mechanikus markolókotró képezi az alapját. Különleges, nagyméretű kétkanalas markolófej lóg alá a gépről, amely azonban a mechanikától függetlenül, hidraulikusan működik a nagyobb markolóerő kifejtése érdekében. A hidraulika vezetékei külön orsókon kapnak helyet, amiket a gép a fejjel együtt bármilyen mélyre le tud ereszteni. A nagy markolófej profilja egészen keskeny, mert az alapozáshoz szükséges betonfalak és alapok helyének precíz kiásása a feladata. Létezik még marótárcsás adapter is hasonló célra, ez a keményebb talajok marással történő kiásására való.

Ezeken kívül különböző más adapterek hordozására is alkalmasak bizonyos gépek. Ilyenek például a cölöpverő vagy mélyfúró berendezések hordása és működtetése. Speciális felhasználás esetében a gép számos pontját egyedileg módosíthatják is, akár a gém egyes részeit, akár más szerkezeti egységet is, tovább növelve a variációk számát.

### Kialakítások
A markolók kialakítása igen változatos. Általában önjáró munkagépek, de vontatott, kötött pályás, felépítményes, fixen rögzített, sőt, még úszó vagy lépegető változatuk is létezik attól függően, hogy milyen céllal milyen alépítményhez vagy alvázhoz szerelik. Léteznek teljesen speciális kialakítású, egyedi szerkezetű alépítmények is. 

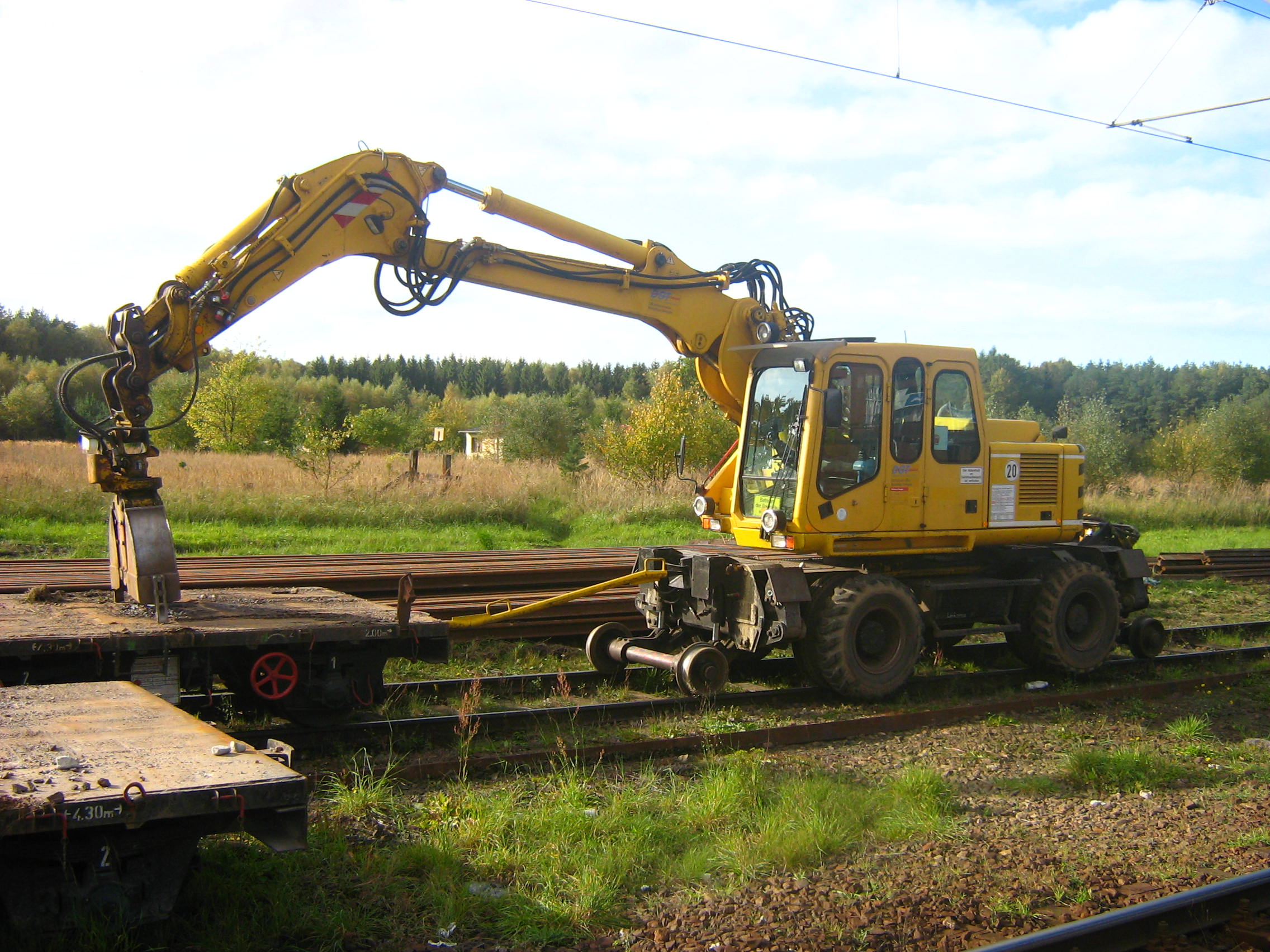
„Kétlaki” markoló talajon és sínen való munkához, kimondottan vasúti felhasználásra, itt épp egy keskeny kétkanalas fejjel felszerelve

A markolók leggyakrabban önjáró munkagépek, a markoló mint felépítmény egy alvázon nyugszik, ami lánctalpas vagy gumikerekes kivitelű. Az átrakodógépek önjáró alváza néha tömör acélfelnis tömörgumiabroncsos kerekekkel bír, ezekből nemcsak négy, de hat vagy nyolc is lehet egy alvázon. Ilyen kerekekkel a lánctalphoz képest gyorsabb a helyváltoztatás, annak teherbírásával és a gumikerékkel szembeni jobb tartósságával. Az alvázon van a forgózsámoly, a gép ezen magát forgatva teljes körben körbe tud fordulni, bármerre is legyen a munkaterület. A kerekes alvázon támasztólábak is vannak, a lánctalpason viszont nincsenek, mert a lánctalp nagy felülete helyettesíti azt. Lánctalpas alvázzal akár merőlegesen elforgatott markolóval is lehet haladni munka közben. Közlekedésnél a markoló az alvázzal párhuzamosan van beforgatva és a kezelőfülkéből történik a vezetés is.

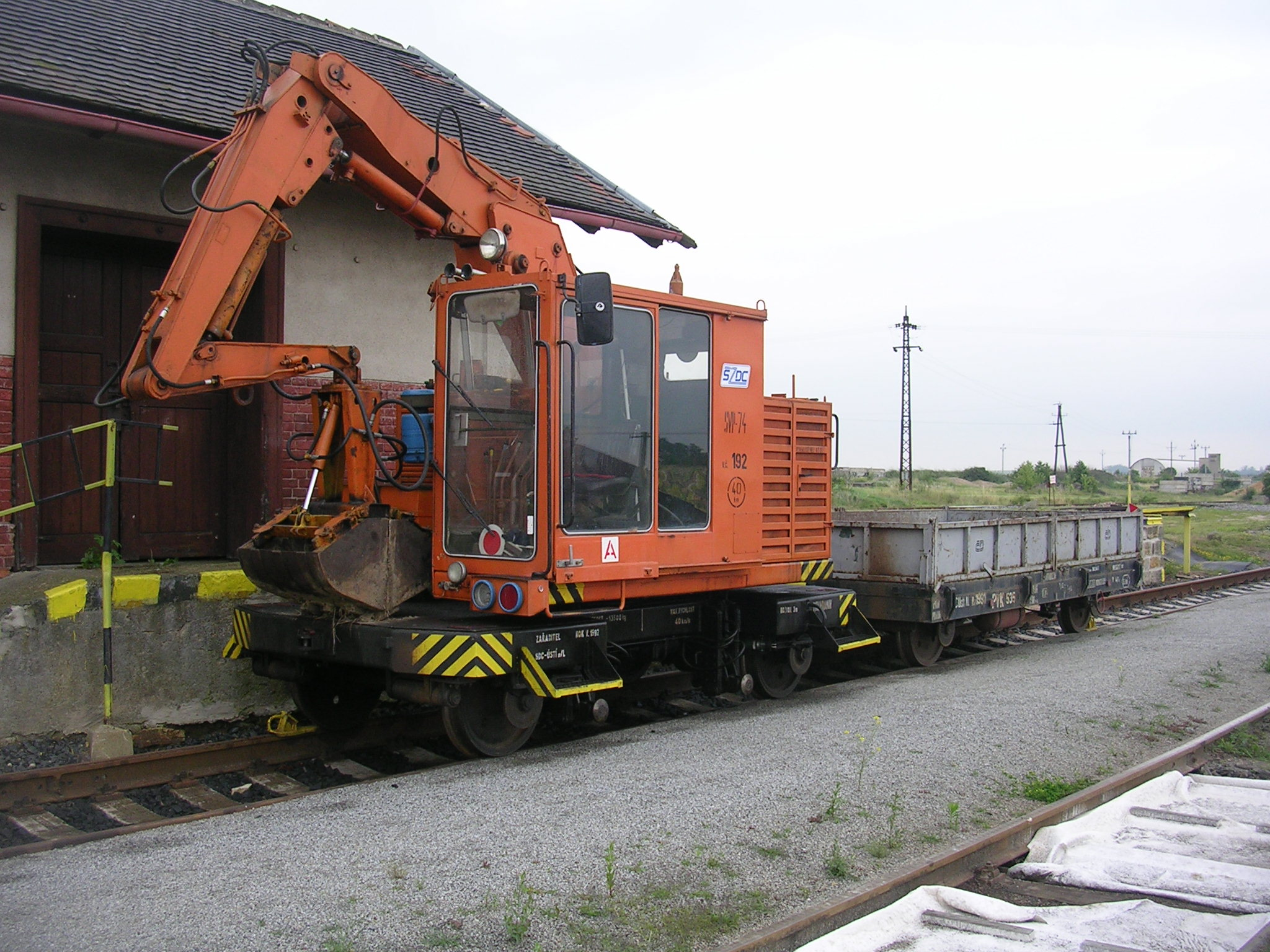
Kötött pályás markoló vasúti felhasználásra

Vannak vasúti használatra készült markolók is, ezek olyan vegyes használatú, gumikerekes alapgépek, amelyeknek felhajtható vasúti kerekeik vannak az alváz végein, ezáltal vasúti vágányokon is tudnak haladni. Mivel ilyenkor vasúti járműnek felelnek meg az ilyen járműveknek előírt szabványeszközökkel is rendelkezik, mint ütköző, megfelelő lámpák stb. A vezetőfülke is gyakran módosított, csúszóajtós és nemritkán egy második, hátrafelé néző ülés is van benne, így mindenkor mindkét irányba vezethető. Emiatt a fülke hosszabb, és két ülés esetén egy második, hátsó ajtó is rákerül.
Kötött pályás gép esetén az alváz vagy alépítmény meghatározott hosszúságú sínen mozog. Az első markológépeknek is vasúti kocsik képezték az alvázát, mert akkor még nem volt a hordozásukra alkalmasabb alváz. Ezen kapott helyet a markoló és az azt működtető gőzmű is. 

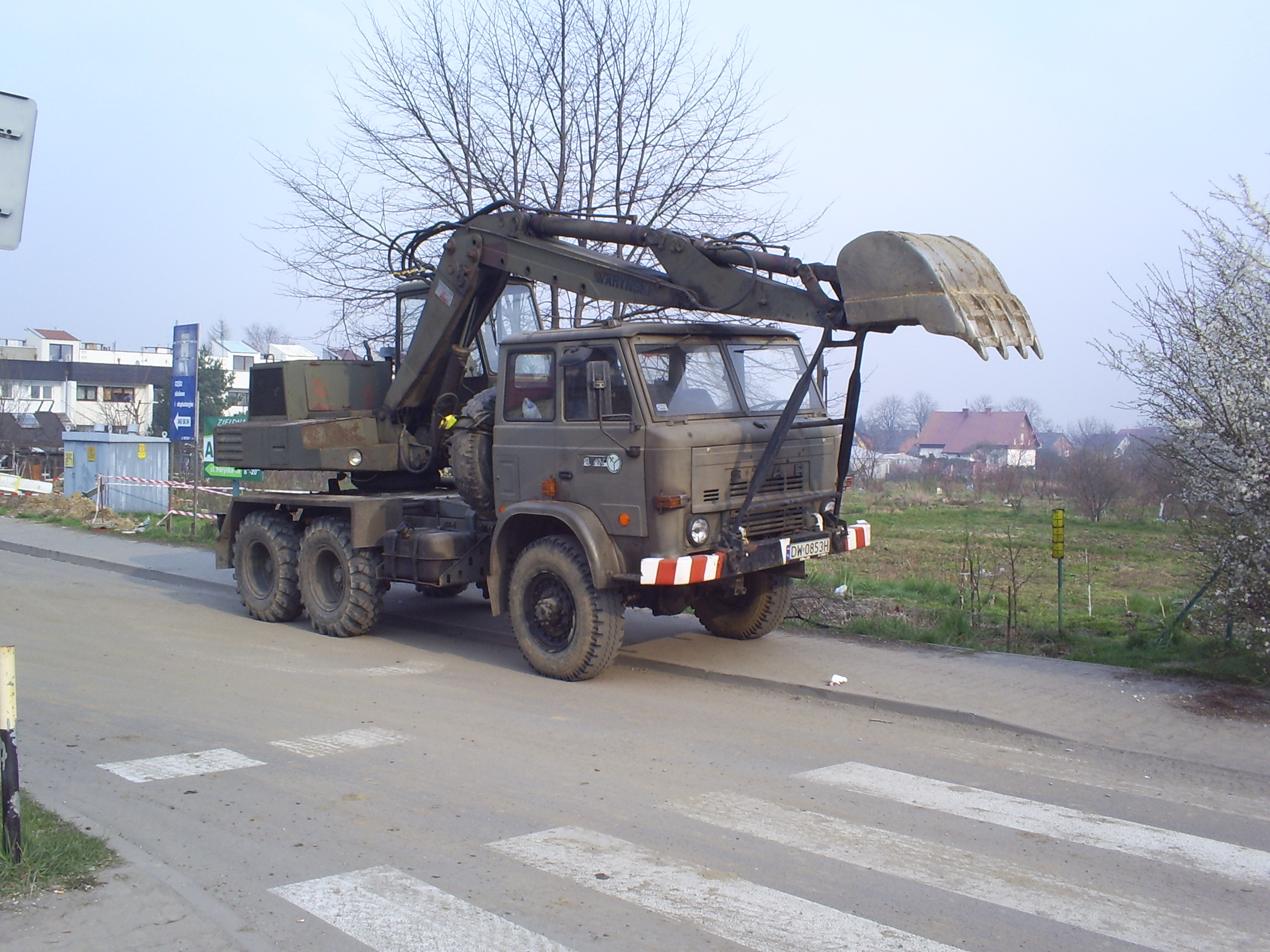
Felépítményes hidraulikus markoló egy teherautón

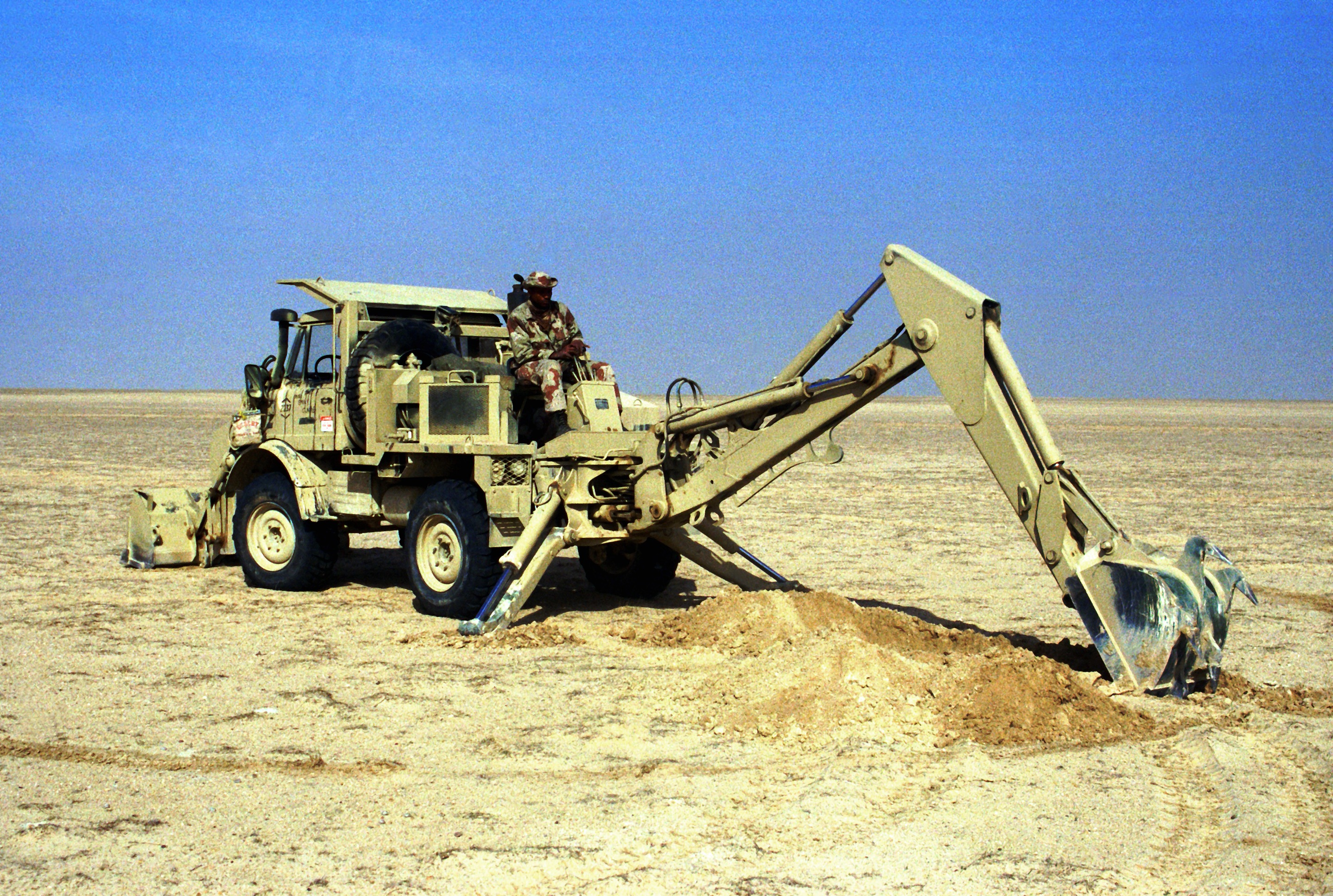
A markoló adapterként is gyakori traktorokon vagy más munkagépeken

Teherautó vagy más jármű, pl. traktor felépítményeként felépítményes markolóról beszélünk, ekkor a fülkéből csak kezelik a markolót a hordozójármű letalpalása után. Ennek a konfigurációnak az előnye, hogy a hordozójármű általában nagyobb sebességgel képes közlekedni, mint egy önjáró gép, ezért azzal ellentétben nem kell szállítani, a forgalomban hosszabb távon is részt vehet. Hátránya viszont, hogy működés közben körülményesebb az esetleges helyváltoztatás, ezért a felépítményes markolók gyors, eseti munkákhoz ideálisabbak. 

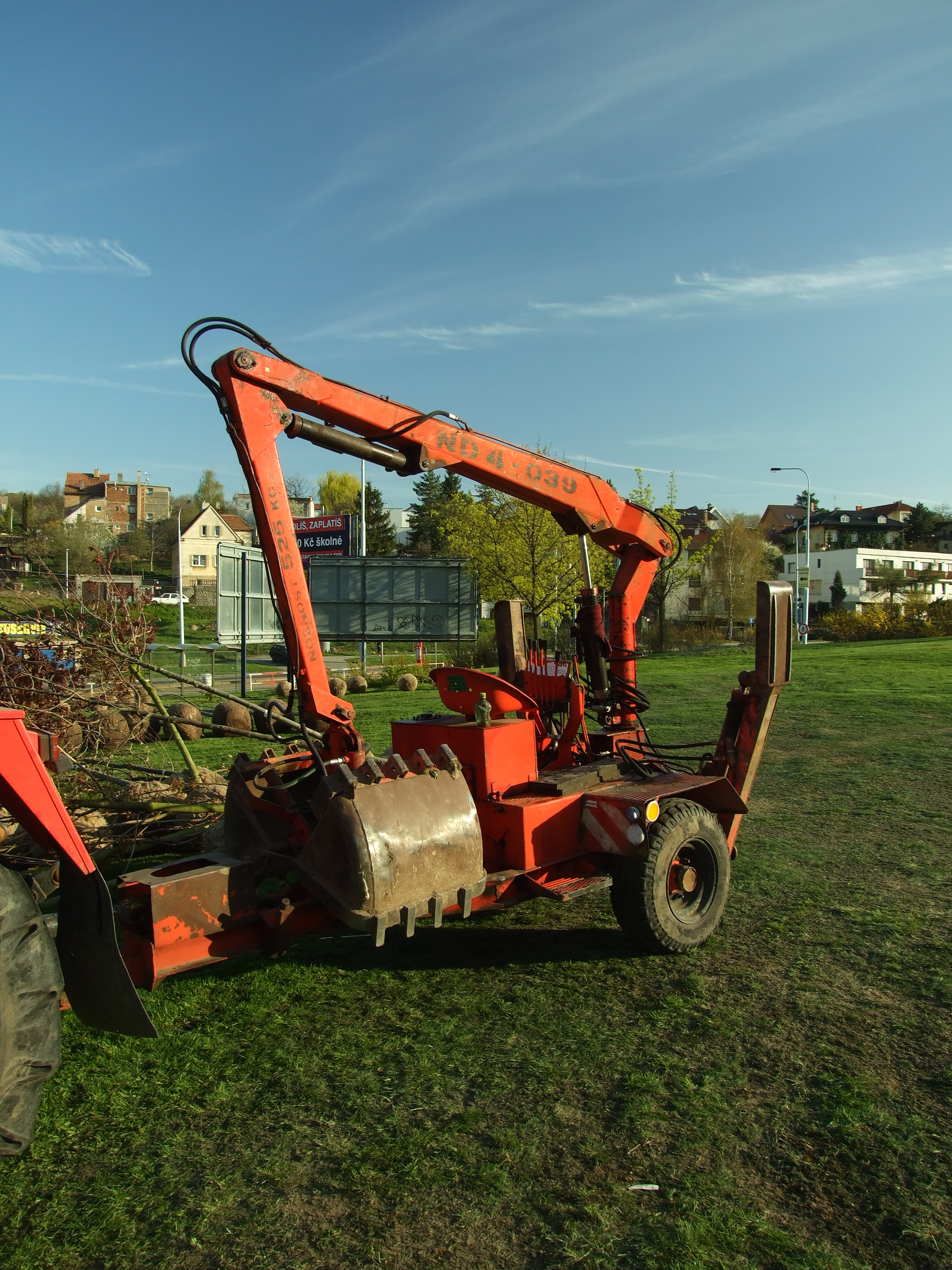
Vontatott hidraulikus markoló

Vontatott markoló esetén a markológép pótkocsiként, egyéb gépekkel kiegészülve akár félpótkocsin is ki lehet alakítani. Pótkocsiként kisméretű gépek készülnek általában mezőgazdasági felhasználásra. Félpótkocsin az azon lévő nagyobb gépek kiszolgálására szokás elhelyezni, mint hulladékprés vagy fafeldolgozó berendezés mellé.

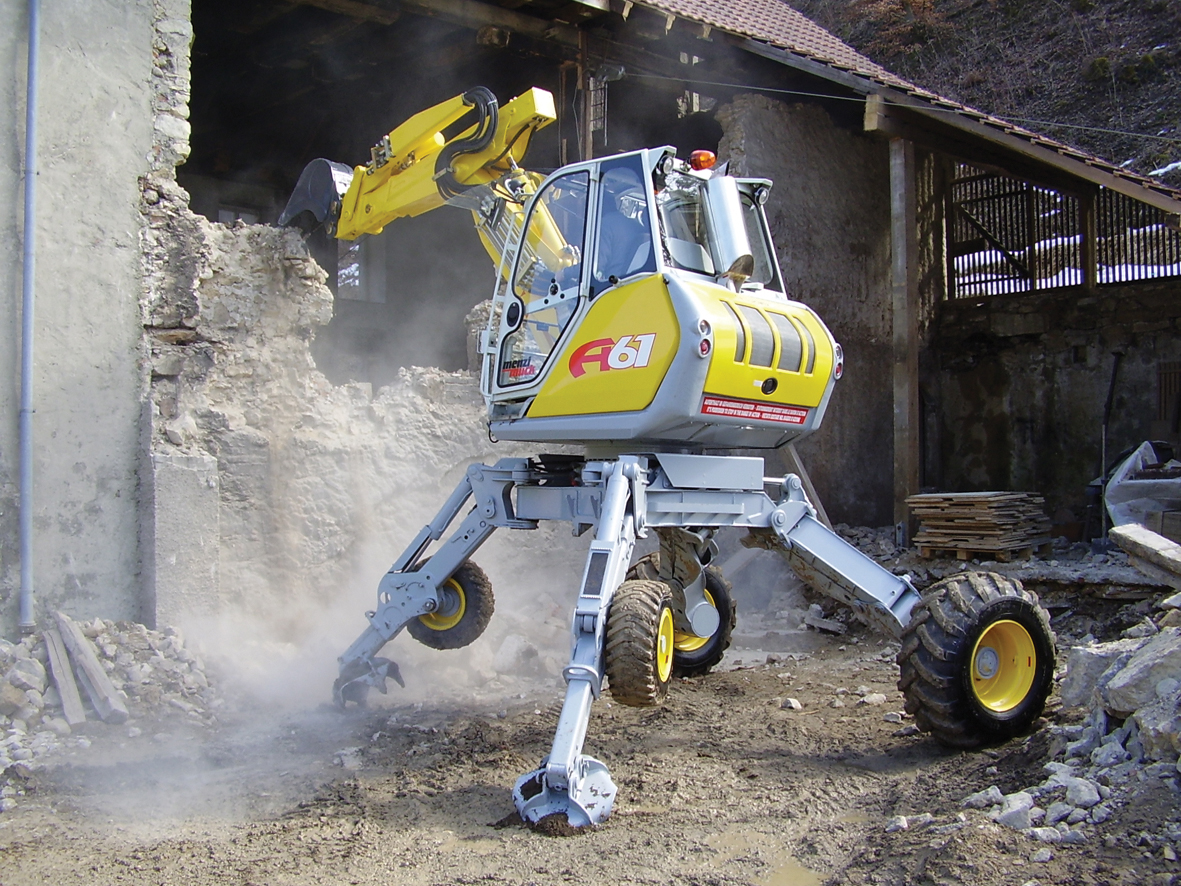
Lépegetőkotró munka közben, lábain a segédkerekekkel (Menzi Muck)

Vannak még speciális alvázak is, ilyenek például a lépegetőkotrók. Ezek kisebb méretű, önjáró markolók, amelyeknek X alakú alváza van. Hidraulikus munkagépek, amelyeknek a kanálszára teleszkóposan továbbnyújtható. Az ilyen alvázak szárai külön külön mozgathatók, szintén hidraulikával. Az egyik pár szár végén kerekek, a másikon talpak vannak, ezekkel a „lábakkal” tud a gép lépdelni, de a lábakra is lehet kisebb kerekeket szerelni, így gyorsabban, gurulva is tud haladni műúton annak megrongálása nélkül. A lépegetőkotrók laza talajon, domboldalakban, vízmosásokban dolgoznak, olyan helyeken, ahova hagyományos kivitelű markolókkal nehéz eljutni azok mérete vagy tömege miatt, ezt célozza a teleszkópos funkció is. Megfelelő adapterekkel erdészeti munkákra is alkalmasak.
Néhány gigászi bányászati kotró is lépegetve vált helyet, ezek talpként óriási pontonokat mozgatnak maguk alatt.

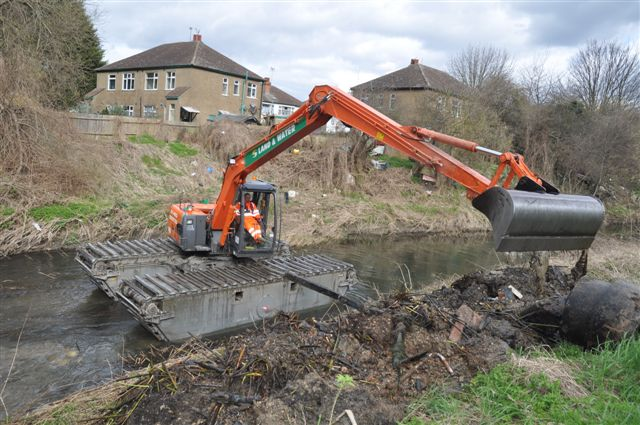
Kétéltű markoló, az üreges, ponton szerű szerkezetre van a széles lánctalp felszerelve, a ponton pedig képes a vízen tartani a gépet (Fiat-Hitachi)

Vízen is használnak markológépeket: ha nem egy szárazföldi önjáró gép áll egy uszályra, akkor hajóhoz vagy pontonhoz is lehet szerelni őket, amik így úszókotrókká válnak, vagy egy úszójármű felépítményes markolójává. Az ilyen úszógépek főleg mederkotrásra szolgálnak. Léteznek még kétéltű alvázúak is, amikkel szárazföldön vagy sekélyebb vízben is lehet közlekedni.
Fix rögzítésű markológépek is vannak, ezeket értelemszerűen helyben használják, pl. rögzített átrakodógépeket hulladékfeldolgozókban.

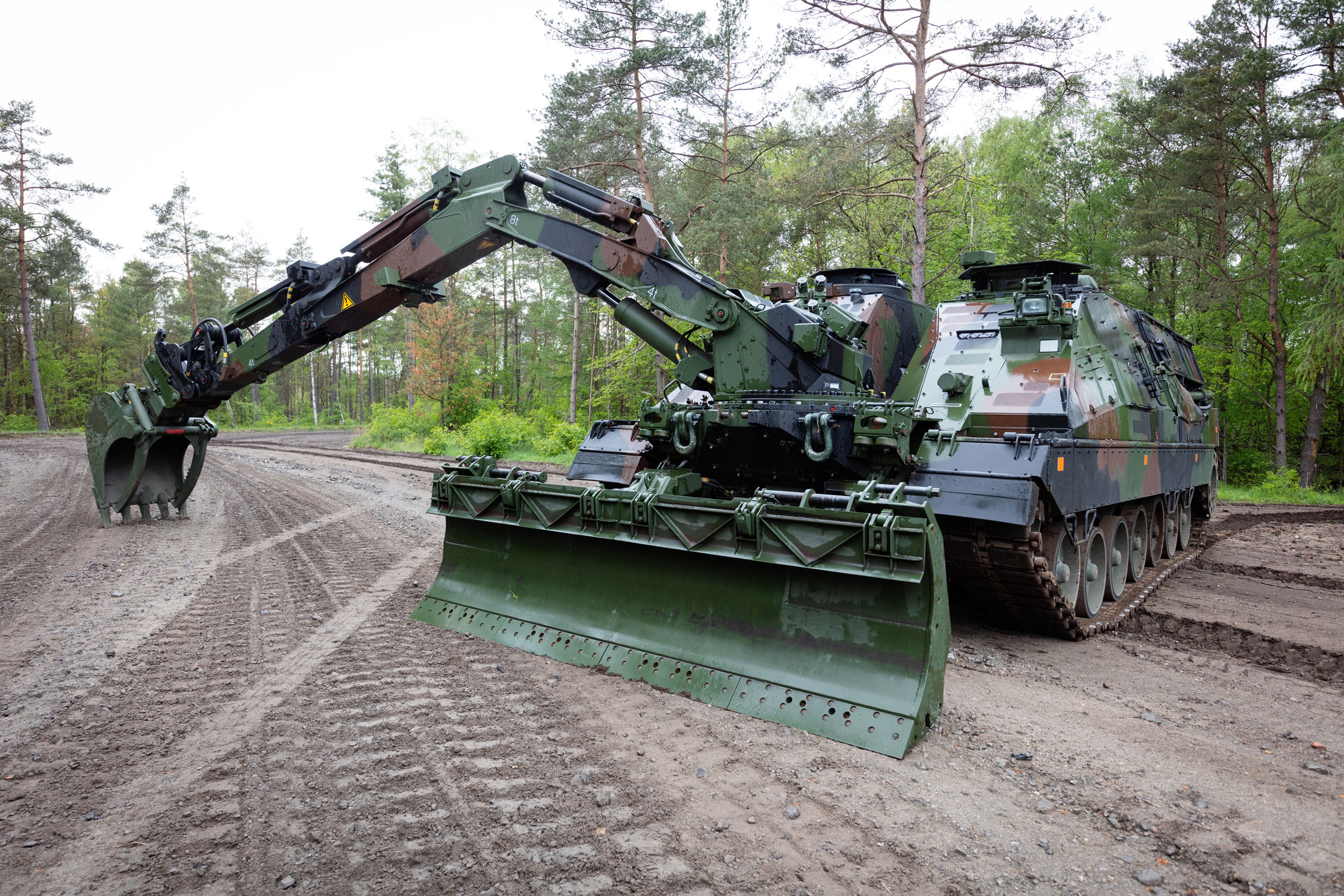
Markolóval felszerelt Leopard 2 Kodiak harckocsi

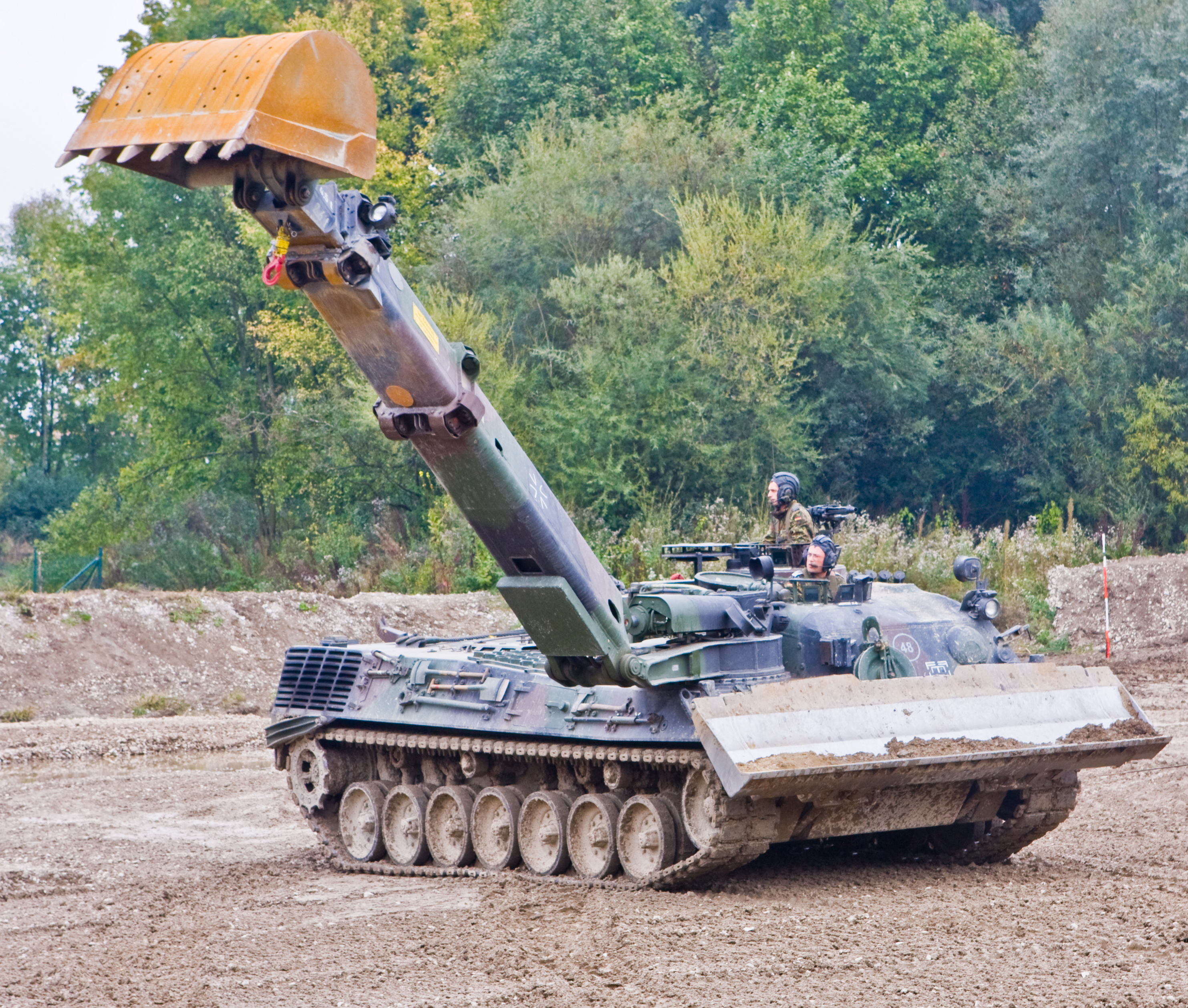
Teleszkópos gémmel szerelt Leopard harckocsi-bázisú kotró

Markolókra, ahogy más munkagépekre a hadseregnél is szükség van különféle utászműveleteknél, ezeket a gépeket a katonai járművekhez hasonlóan terepszínűre festik és gyakran páncélzattal is rendelkeznek. Az ilyen katonai markolók egy része emiatt nem is hagyományos markoló, hanem valamely harckocsitípus variánsának markológémmel felszerelt változata, például a német Leopard 2 harckocsiból is készült ilyen utászmarkoló.

## Közlekedés

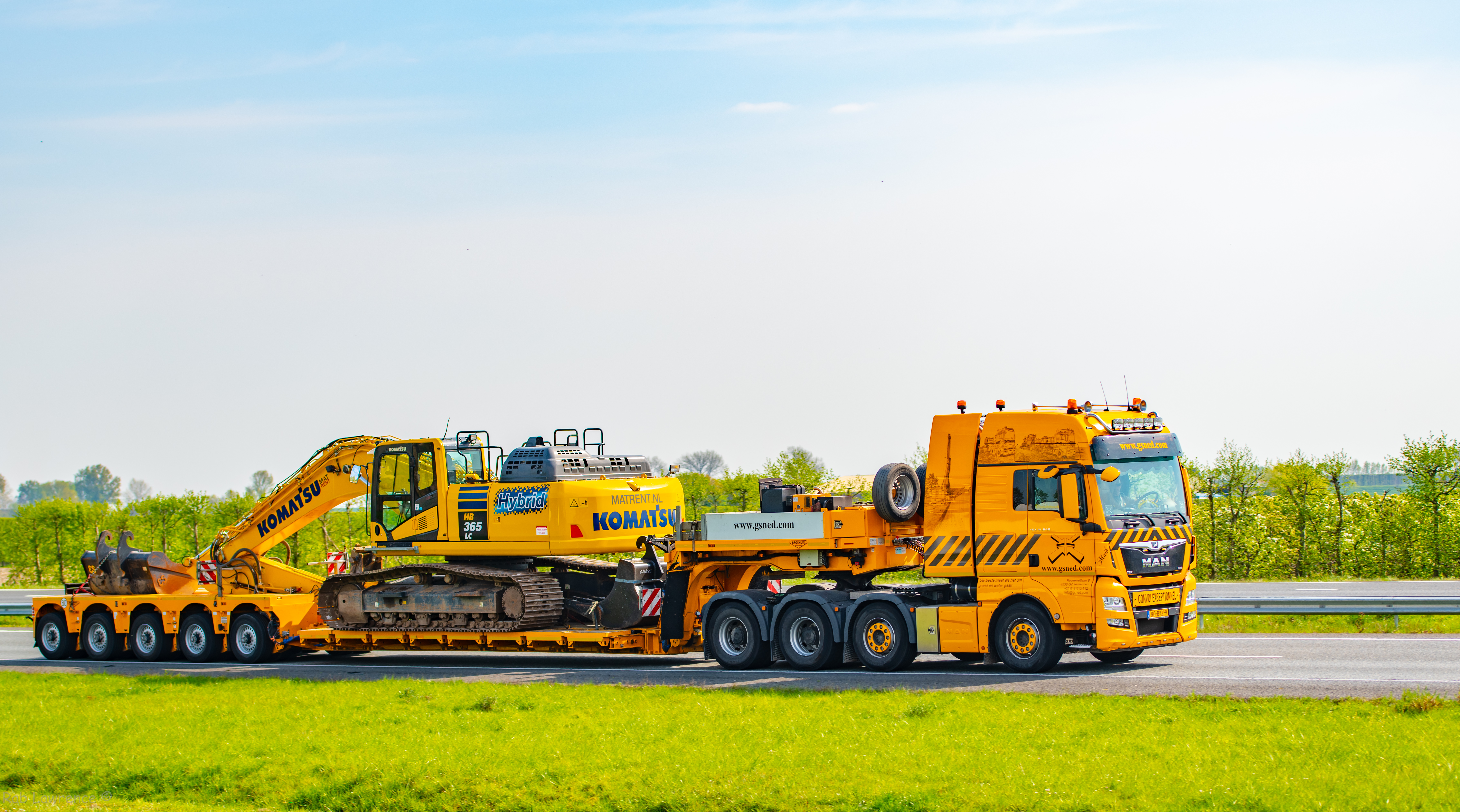
Markológép szállítása tréleren (Komatsu)

Az önjáró markolók közül csak a gumikerekes változat vehet részt a forgalomban, ha a méret és súlyhatárokon belül van. Mivel menetdinamikailag és a KRESZ szabályai szerint is lassú járműnek számít, csak viszonylag rövid távon ajánlott közlekedni vele. Lánctalpas géppel viszont rövid távon sem lehet, kivéve a munkaterületet vagy annak közvetlen környezetét, mivel az ilyen gép nemcsak lassú, de a lánctalp az utat is károsíthatja. Ezért lánctalpas gépet mindenhova, ahogy egyéb gépeket hosszabb távra munkagépszállító trélerrel kell szállítani. A felépítményes markolók előnye itt mutatkozik meg, mert egy megfelelő hordozójármű, pl, teherautó gond nélkül képes közlekedni, hátránya viszont, hogy a hordozójármű miatt a markolónak a munkaterületen kissé körülményes lehet a helyváltoztatás, ez viszont az önjáró gépek előnye. A többi más, nagyobb, nehezebb, vagy helyhez kötött gépet kisebb darabokra szerelés után szintén megfelelő teherbírású szállítótrélerrel lehet elszállítani.

## Gyártók
Ismert gyártók (néhányan közülük már megszűntek vagy más cégekbe olvadtak):
- Ammann-Yanmar
- Atlas Weyhausen → Terex/Atlas
- Benati
- Bobcat
- Brøyt
- Bucyrus → Caterpillar
- Case
- Caterpillar
- Daewoo
- Doosan → Develon
- Drott
- Eder
- Fuchs → Terex/Fuchs
- Gehl
- Hitachi → Fiat-Hitachi
- Hyderma
- Hyundai
- John Deere
- JCB
- Komatsu
- Kobelco
- Koehring
- Kubota
- Liebherr
- LiuGong
- Menzi Muck
- Mitsubishi
- New Holland
- O&K → New Holland
- Poclain → Case-Poclain
- Samsung
- Schaeff → Terex/Schaeff
- Sennebogen
- Soilmec
- Terex
- Volvo
- Wacker Neuson
- Warner-Swasey

## Áttekintés
A alábbi táblázat a különféle markológépek előforduló típusait rendszerezi kivitel és méret alapján, ez is mutatja, hogy ez a fajta munkagéptípus milyen sokrétű felhasználást tesz lehetővé:
| Típus              | Mechanikus rendszerű gépek | Mechanikus rendszerű gépek | Mechanikus rendszerű gépek | Mechanikus rendszerű gépek | Hidraulikus rendszerű gépek | Hidraulikus rendszerű gépek       | Hidraulikus rendszerű gépek | Hidraulikus rendszerű gépek | Hidraulikus rendszerű gépek | Hidraulikus rendszerű gépek | Hidraulikus rendszerű gépek |
| Típus              | Hegybontó kotró            | Mélyásó kotró              | Markolókotró               | Vonóvedres kotró           | Hegybontó kotró             | Mélyásó / rakodókotró (alapkotró) | Átrakodógép                 | Rézsűkotró                  | Bontógép                    | Alagútkotró                 | Teleszkópos kotró           |
| Önjáró lánctalppal |                            |                            |                            |                            |                             |                                   |                             |                             |                             |                             |                             |
| Önjáró kerékkel    |                            |                            |                            |                            |                             |                                   |                             |                             |                             |                             |                             |
| Felépítményes      |                            |                            |                            |                            |                             |                                   |                             |                             |                             |                             |                             |
| Vontatott          |                            |                            |                            |                            |                             |                                   |                             |                             |                             |                             |                             |
| Kötött pályás      |                            |                            |                            |                            |                             |                                   |                             |                             |                             |                             |                             |
| Úszó               |                            |                            |                            |                            |                             |                                   |                             |                             |                             |                             |                             |
| Lépegető           |                            |                            |                            |                            |                             |                                   |                             |                             |                             |                             |                             |
| Fix                |                            |                            |                            |                            |                             |                                   |                             |                             |                             |                             |                             |
| Gépek méretei      |                            |                            |                            |                            |                             |                                   |                             |                             |                             |                             |                             |
| Kicsi              |                            |                            |                            |                            |                             |                                   |                             |                             |                             |                             |                             |
| Normál             |                            |                            |                            |                            |                             |                                   |                             |                             |                             |                             |                             |
| Nagy               |                            |                            |                            |                            |                             |                                   |                             |                             |                             |                             |                             |
| Óriás              |                            |                            |                            |                            |                             |                                   |                             |                             |                             |                             |                             |

## Fordítás
- Ez a szócikk részben vagy egészben  a   Bagger című német Wikipédia-szócikk fordításán alapul.  Az eredeti cikk szerkesztőit annak laptörténete sorolja fel. Ez a jelzés csupán a megfogalmazás eredetét és a szerzői jogokat jelzi, nem szolgál a cikkben szereplő információk forrásmegjelöléseként.